# Architecture en Espagne
Par l'architecture en Espagne, on entend celle qui existe sur ce qui est actuellement le territoire espagnol, qui est à distinguer quelque peu de l'architecture espagnole conçue dans le reste du monde, notamment dans les territoires de l'Empire espagnol. En raison de l’étendue temporelle et géographique de l’histoire de l’Espagne, l’architecture espagnole a connu une multitude d’influences et de manifestations.
Même avant les établissements que les sources romaines pourraient décrire (comme ceux des Ibères, des Celtibères, des Cantabres...), il existe dans la péninsule ibérique des vestiges de formes architecturales comparables à d'autres exemples de cultures méditerranéennes et similaires à celles du nord de l'Europe.
Un véritable développement s'est produit avec l'arrivée des Romains, qui ont laissé derrière eux certains de leurs monuments les plus impressionnants en Hispanie. L'arrivée des Vandales, des Suèves et des Wisigoths a provoqué un profond déclin des techniques romaines mais aussi l'apport de techniques de construction plus austères avec des liens religieux, comme cela s'est produit dans le reste de l'Occident. L’invasion musulmane de 711 a marqué un changement radical au cours des huit siècles suivants et a conduit à de grands progrès culturels, notamment architecturaux. Cordoue, capitale de la dynastie des Omeyyades, et Grenade, de la dynastie des Nasrides, étaient des centres culturels d'une importance extraordinaire.
Dans les royaumes chrétiens, leurs styles propres ont progressivement émergé et se sont développés, d'abord isolés des influences européennes, puis intégrés dans les grands courants architecturaux romans et gothiques européens, qui ont atteint une hauteur extraordinaire, avec de nombreux exemples religieux et civils sur tout le territoire. Parallèlement, du XIIe au XVIIe siècle se développe le style mudéjar, caractérisé par un mélange de courants culturels d'héritage structurel européen et de décoration arabe.
Vers la fin du XVe siècle et avant de coloniser l'Amérique hispanique avec une architecture coloniale et baroque, l'Espagne expérimente l'architecture de la Renaissance, développée principalement par des architectes locaux comme Pedro Machuca, Gaspar de Vega, Juan Bautista de Toledo, Juan de Herrera, Andrés de Vandelvira et d'autres encore. Le baroque espagnol se caractérise avant tout par l'exubérance churrigueresque, se distinguant des influences internationales ultérieures et donnant naissance à ses œuvres les plus importantes dans l'Empire hispano-américain, principalement les missions, les cathédrales et l'architecture publique. Le style colonial, qui s'est maintenu pendant des siècles, exerce encore une grande influence à Cuba, au Mexique, en Amérique centrale et dans les pays de l'Amérique du Sud et du Pacifique. Le néoclassicisme a connu son apogée dans l'œuvre de Juan de Villanueva et de ses disciples.
Le XIXe siècle avait deux facettes : l'effort d'ingénierie pour parvenir à un nouveau langage et à des améliorations structurelles avec le fer et le verre comme matériaux principaux, et le courant académique qui s'est d'abord concentré sur l'historicisme et l'éclectisme, puis sur les régionalismes. L'entrée du modernisme dans les courants académiques a donné naissance à des figures telles qu'Antonio Gaudí dans l'architecture du XXe siècle. Le style international était dirigé par des groupes comme GATEPAC.
L'Espagne connaît une véritable révolution technique au sein de l'architecture contemporaine, grâce à ses architectes tels que Rafael Moneo, Santiago Calatrava et Ricardo Bofill, devenus des références internationales.
En raison de l'importance artistique de nombreuses structures architecturales espagnoles, y compris de parties entières de villes, elles ont été désignées sites du patrimoine mondial. Le pays occupe la cinquième place en termes de nombre de lieux déclarés sites du patrimoine mondial par l'UNESCO, dépassé seulement par l'Italie, la Chine, l'Allemagne et la France.

## Préhistoire

### Architecture mégalithique

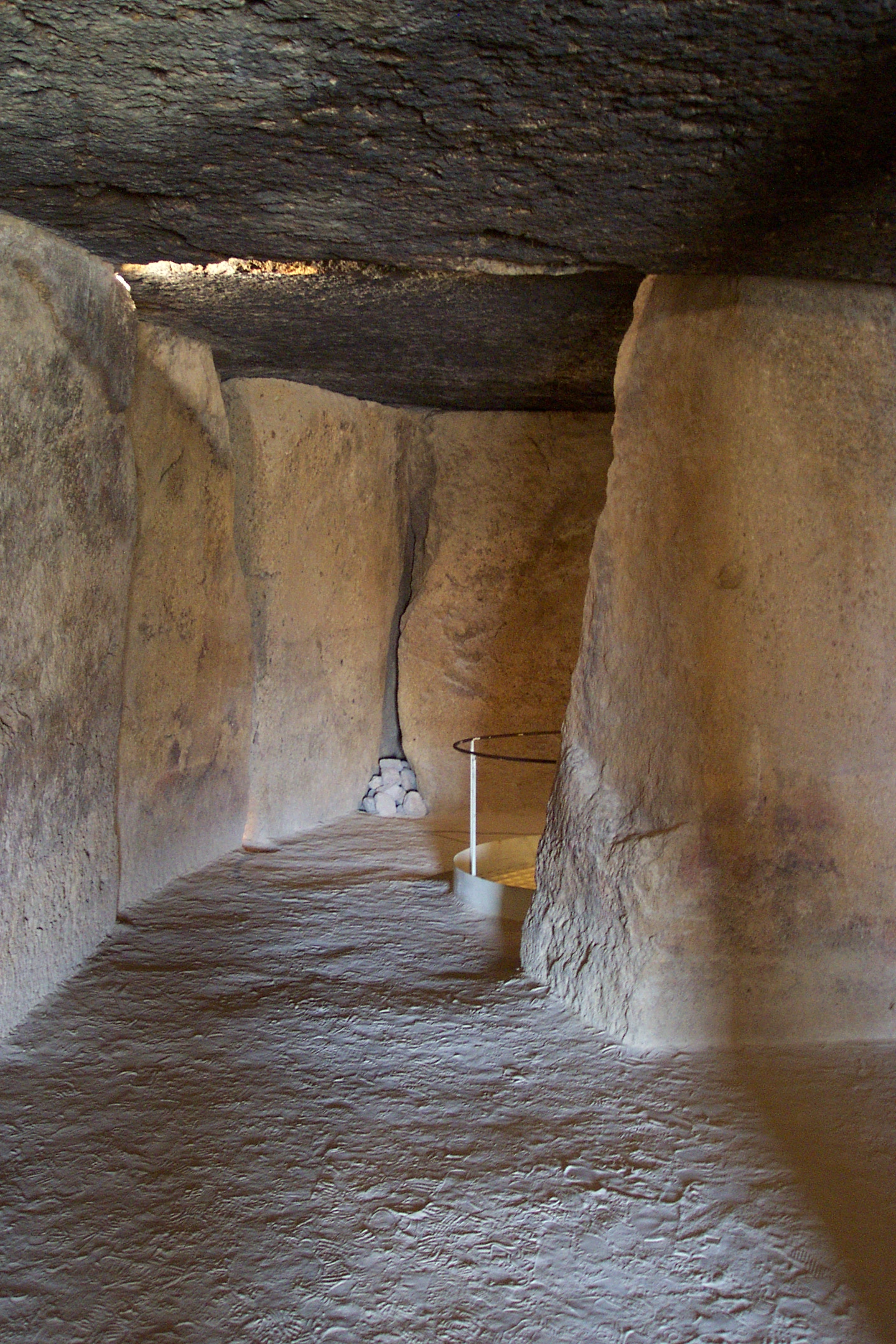
Vue de l'intérieur du dolmen de Menga à Antequera.

À l'Âge de Pierre, le mégalithe le plus répandu dans la péninsule ibérique était le dolmen. Les plans de ces chambres funéraires étaient autrefois des pseudocercles ou des trapèzes, formés par d'énormes pierres enfoncées dans le sol et d'autres qui les recouvraient, formant un toit. Au fur et à mesure de l'évolution de la typologie, une entrée est apparue dans le couloir appelé dromos, qui a progressivement pris de l'importance jusqu'à devenir aussi large que la chambre. Dans l’état le plus avancé, les plafonds voûtés et les faux dômes étaient courants. Le complexe d'Antequera contient les plus grands dolmens d'Europe. Le mieux conservé, le dolmen de Menga, mesure 25 m de profondeur, quatre mètres de hauteur et a été construite avec 32 mégalithes. C'est le plus ancien dolmen d'Espagne, édifié entre 3800 et 3600 av. J.-C. Actuellement, un puits a été découvert à l'intérieur, dont l'origine est inconnue.
À l'Âge du Bronze, les exemples les mieux conservés se trouvent aux îles Baléares, où apparaissent trois types de constructions : la taula, en forme de T, le talayot et la naveta. Les talayots étaient des tours de défense tronconiques ou pyramidales tronquées. Ils avaient autrefois un pilier central. Les navires étaient des constructions faites de grosses pierres et leur forme était similaire à celle des coques des navires.

#### Architecture ibérique et celtique

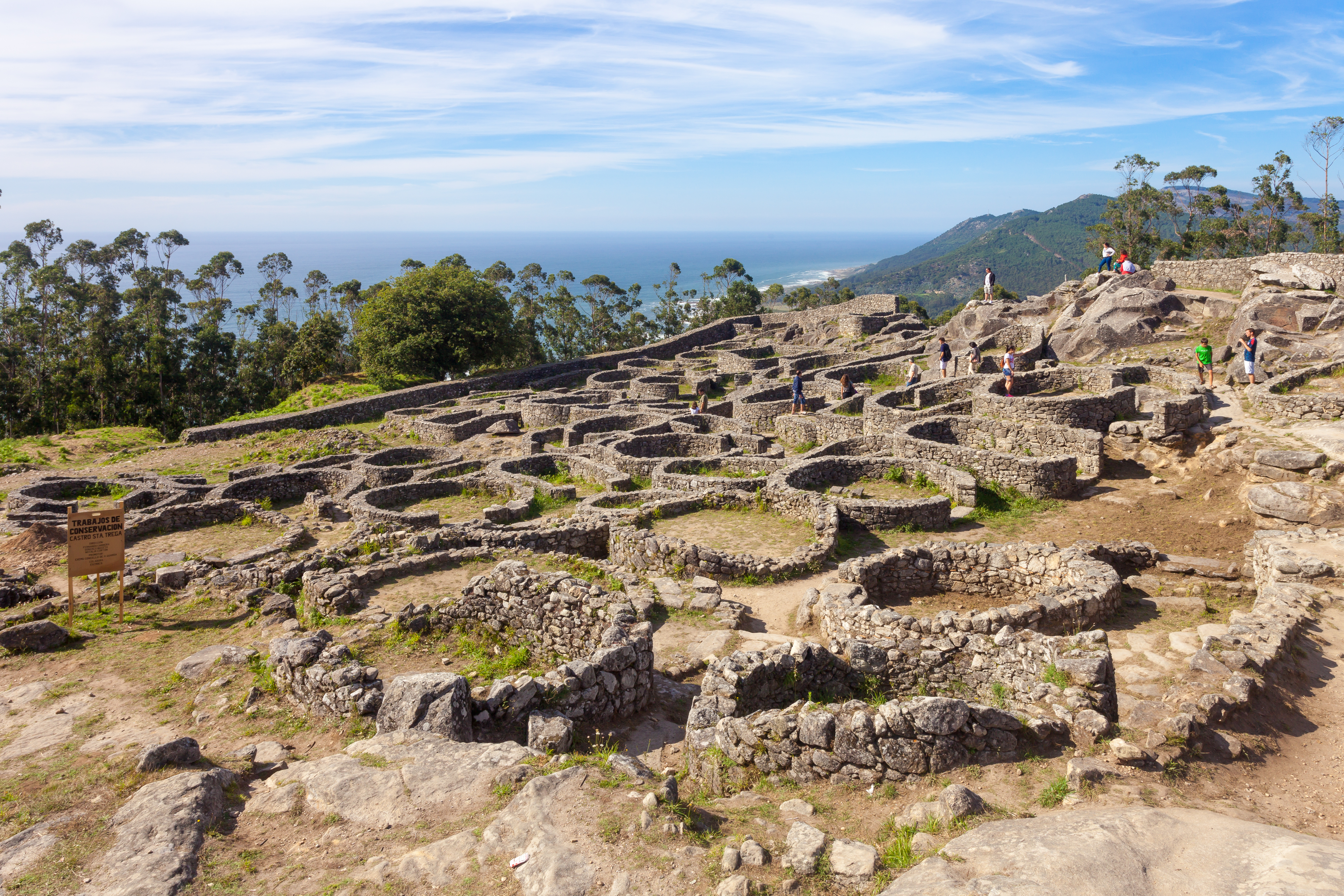
Le Castro de Santa Trega en Galice, en 2014.

La culture des forts, née au nord et au centre de la péninsule et directement ou indirectement liée aux peuples celtiques, a développé des constructions caractéristiques appelées forts. Ce sont des villes fortifiées, généralement situées au sommet d’une colline ou d’une montagne. Il existe des colonies fortes dans toute la région cantabrique et sur le plateau. Ils sont particulièrement abondants dans la vallée du Duero et en Galice. Des exemples notables sont Las Cogotas y Ulaca (Ávila) et le Castro de Santa Trega (Pontevedra).
Les maisons des forts mesurent environ 3,5 à 5 m de long et sont généralement circulaires, certaines rectangulaires, en pierre et aux toits de chaume, avec une colonne centrale. Ses rues étaient généralement régulières, suggérant une sorte d'organisation centrale.
Les villes construites par les Arévacos sont liées à la culture ibérique, dont les villes connurent un développement urbain notable, comme Numancia. D'autres sont plus primitifs et souvent creusés dans la roche, comme Termantia.

## Époque romaine

### Développement urbain

Carte de la péninsule ibérique montrant la conquête de l'Hispanie de 220 av. J.-C. à 19 av. J.-C., avec les frontières provinciales.

La conquête romaine de l'Hispanie, commencée en 218 av. J.-C., signifiait une romanisation presque complète de la péninsule ibérique. La culture romaine fut profondément absorbée par la population: d'anciens camps militaires et colonies ibériques, phéniciennes et grecques furent transformés en grandes villes, comme Augusta Emerita en Lusitanie, Corduba, Italica, Hispalis, Gadès en Bétique, Tarraco, Carthago Nova, Caesaraugusta, Asturica Augusta, Legio Septima Gemina et Lucus Augusti dans la Tarraconensis, reliées par un réseau routier complexe. Le développement urbain comprend quelques monuments de qualité comparable à ceux de la capitale, Rome, notamment le Temple de Diane à Mérida.

### Constructions

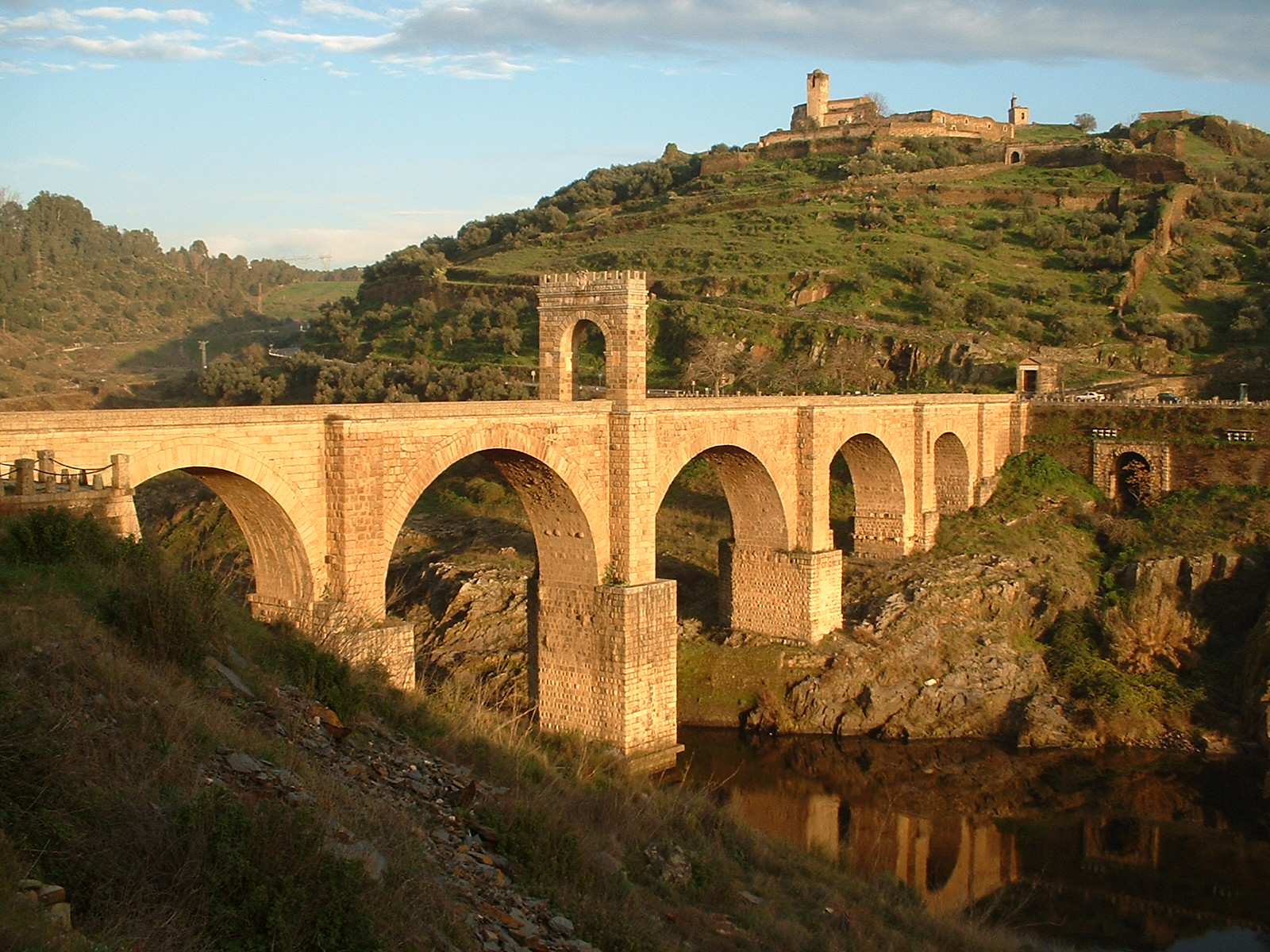
Le pont romain d'Alcantara.

Le génie civil est représenté par des constructions imposantes comme l'aqueduc de Ségovie ou l'aqueduc de Milagros à Mérida, des ponts comme ceux d'Alcántara sur le Tage, celui de Cordoue sur le Guadalquivir ou celui de Mérida sur le Guadiana. Des phares ont également été construits, comme celui encore utilisé à La Corogne, la Tour d'Hercule. Les constructions civiles furent particulièrement favorisées sous l’empereur Trajan (98 – 117 après J.-C.).
L'architecture ludique est représentée par des bâtiments tels que les théâtres de Mérida, Carthagène, Sagunto, Tiermes ou Cadix, les amphithéâtres de Mérida, Itálica, Tarraco et Segóbriga et les cirques de Mérida, Cordoue, Tolède, Sagunto et bien d'autres.
L'architecture religieuse s'est également répandue dans toute la péninsule, comme en témoignent les temples de Cordoue, Vich, Mérida (Diane et Marte) et Talavera la Vieja, entre autres. Les principaux monuments funéraires sont les tours des Scipions de Tarragone, le dystyle de Zalamea de la Serena et les mausolées de la famille Atilii à Sádaba et Fabara. Des arcs de triomphe se trouvent à Cáparra, Bará et Medinaceli.

## Architecture préromane
Le terme préroman désigne l’art chrétien postérieur à l’Antiquité classique et antérieur à l’art roman. L'art préroman en Espagne couvre des réalisations artistiques très diverses, puisqu'elles ont été réalisées à des siècles différents et par des cultures différentes. Le territoire espagnol présente une grande variété d'architecture préromane : certaines de ses branches, comme l'art asturien, ont atteint un grand niveau de raffinement pour leur époque et leur contexte culturel.

### Architecture wisigothique

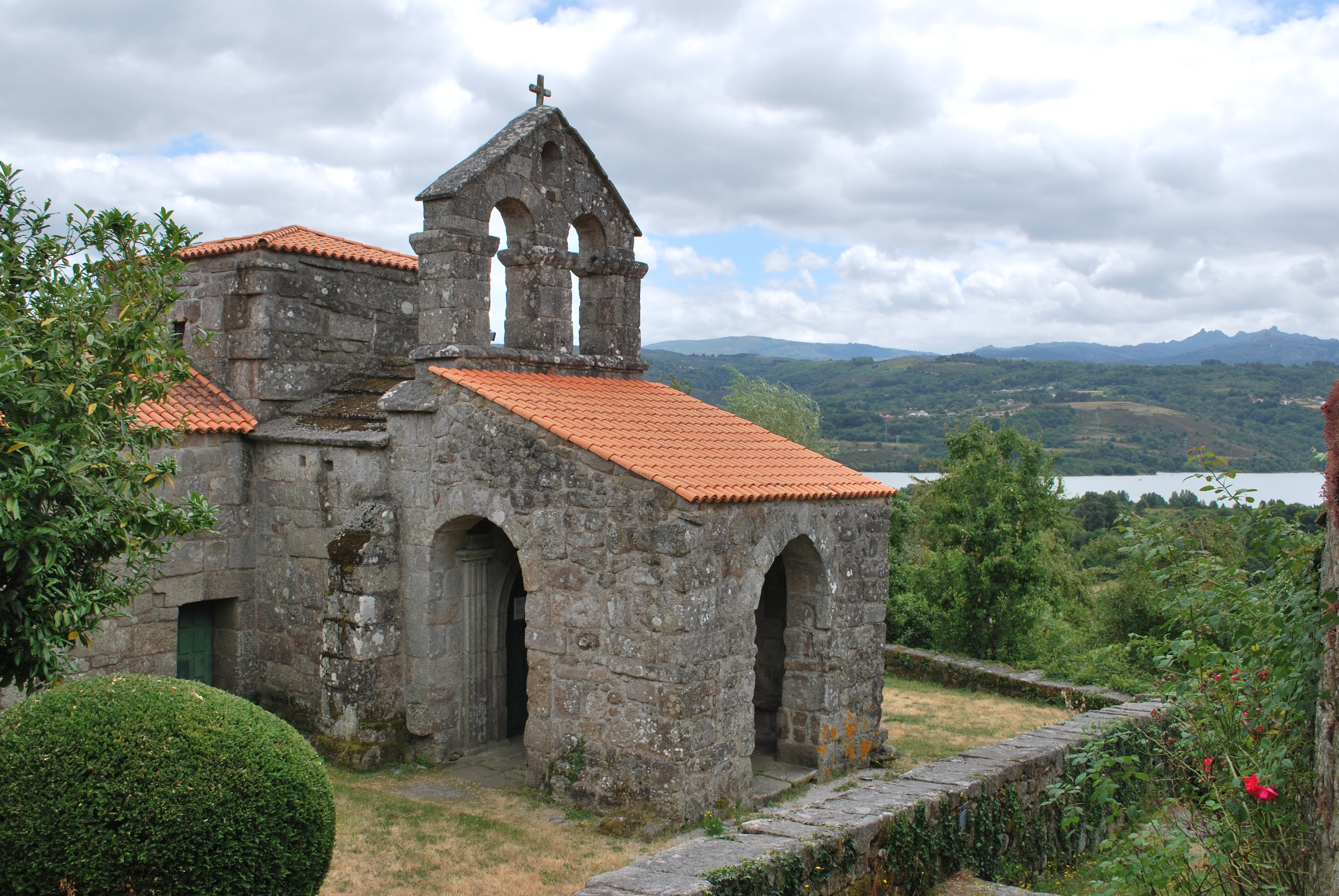
L'église de Santa Comba de Bande en 2011.

Du VIe siècle, il convient de mentionner les vestiges de la basilique de Cabeza de Griego, à Cuenca et de la petite église de San Cugat del Vallés, à Barcelone. Celle-ci, bien que très détériorée, montre clairement un plan à nef unique se terminant par une abside. Du siècle suivant se trouvent ceux de San Pedro de la Nave, San Juan de Baños, Santa María de Quintanilla de las Viñas, dont le tracé sera repris plus tard dans d'autres temples ultérieurs appartenant au « style de repeuplement » ou au style « mozarabe ». Pour le reste, à cette époque, la tradition paléochrétienne était essentiellement suivie dans l'architecture religieuse. Les bâtiments suivants peuvent être répertoriés comme les bâtiments les plus représentatifs :
- Église de San Pedro de la Nave à San Pedro de la Nave-Almendra (Zamora) ;
- Église de Santa Comba de Bande (Orense) ;
- Église de San Juan Bautista de Baños de Cerrato (Palencia) ;
- Crypte de San Antolín dans la Cathédrale de Palencia (Palencia) ;
- Église de San Pedro de la Mata de Sonseca (Tolède) ;
- Ermitage de Santa María de Quintanilla de las Viñas (Burgos).

### Architecture asturienne
Le Royaume des Asturies apparaît en 718, lorsque les tribus asturiennes, réunies en assemblée, décidèrent de nommer Don Pelayo leur chef. Pelayo rassembla sous son commandement les populations locales et les réfugiés wisigoths dans le but de restaurer progressivement l'ordre gothique.
L'art asturien préroman est un style unique qui, en combinant des éléments d'autres styles, comme le wisigoth et les traditions locales, a créé et développé sa propre personnalité et ses caractéristiques, atteignant un niveau de raffinement notable, non seulement en termes de construction, mais aussi également en termes d'esthétique.

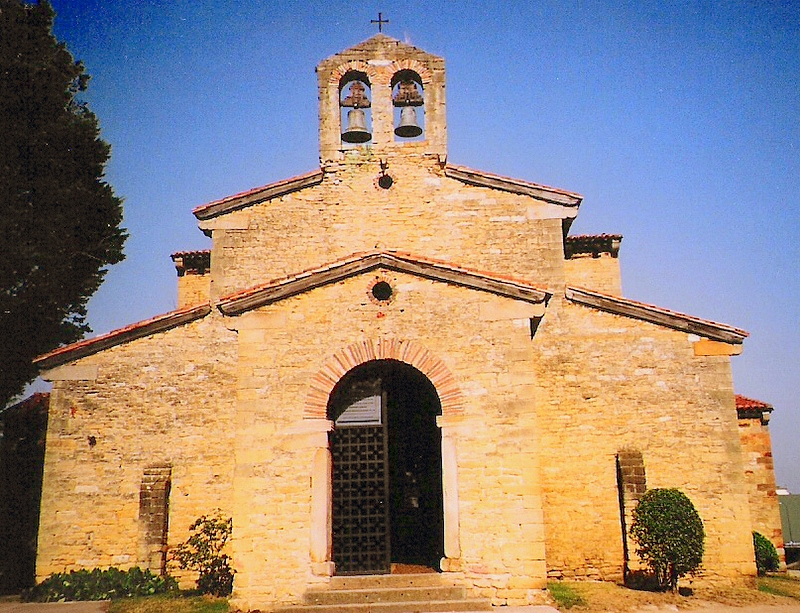
La façade de l'église de San Julián de los Prados

Concernant son évolution, le préromain asturien a suivi une « évolution stylistique clairement associée à l'évolution politique du royaume, ses étapes clairement marquées ». Il s'agissait principalement d'une architecture de cour et on distingue cinq étapes : la première période (737-791) du royaume de Favila à celui de Bermudo Ier des Asturies. La deuxième période comprend les royaumes d'Alphonse II des Asturies (791-842), entrant dans une étape de définition stylistique. Ces deux périodes sont comprises dans la période dite pré-Ramirani. L'église la plus importante est celle de San Julián de los Prados, à Oviedo, avec un intéressant système de volumes et un programme de fresques iconographiques intéressantes, étroitement liées aux peintures murales romaines. Les treillis et les fenêtres trifoliées de l'abside apparaissent pour la première fois à cette époque. La Chambre Sainte de la Cathédrale d'Oviedo, San Pedro de Nora et Santa María de Bendones appartiennent également au Pré-Ramirense.
La troisième période comprend les royaumes de Ramiro I (842-850) et d'Ordoño I (850-866). C'est ce qu'on appelle la période ramirienne (ramirense) et qui est considéré comme le point culminant de ce style, en raison du travail d'un architecte inconnu qui a apporté de nouveaux styles et structures ornementales, comme la voûte en berceau et l'utilisation cohérente d'arcs transversaux et de contreforts, apportant le style plus proche des réalisations obtenues par l'architecture romane deux siècles plus tard. Certains auteurs ont souligné une inexplicable influence syrienne dans l'ornementation. C'est à cette époque que fleurissent la plupart des chefs-d'œuvre de ce style : les pavillons du palais de Monte Naranco (Santa María del Naranco et San Miguel de Lillo) et l'église de Santa Cristina de Lena.
Une quatrième période s'étend sous le règne d'Alphonse III (866-910), au cours de laquelle on détecte l'arrivée d'une forte influence mozarabe dans l'architecture asturienne, développant l'utilisation de l'arc en fer à cheval. Une cinquième et dernière étape coïncide avec le transfert du tribunal à León, ce qui fait que l'on ne parle plus du Royaume des Asturies, préférant le terme de Royaume de León. Le préroman entre dans la phase que l’on peut appeler l’art du repeuplement.

### Architecture mozarabe

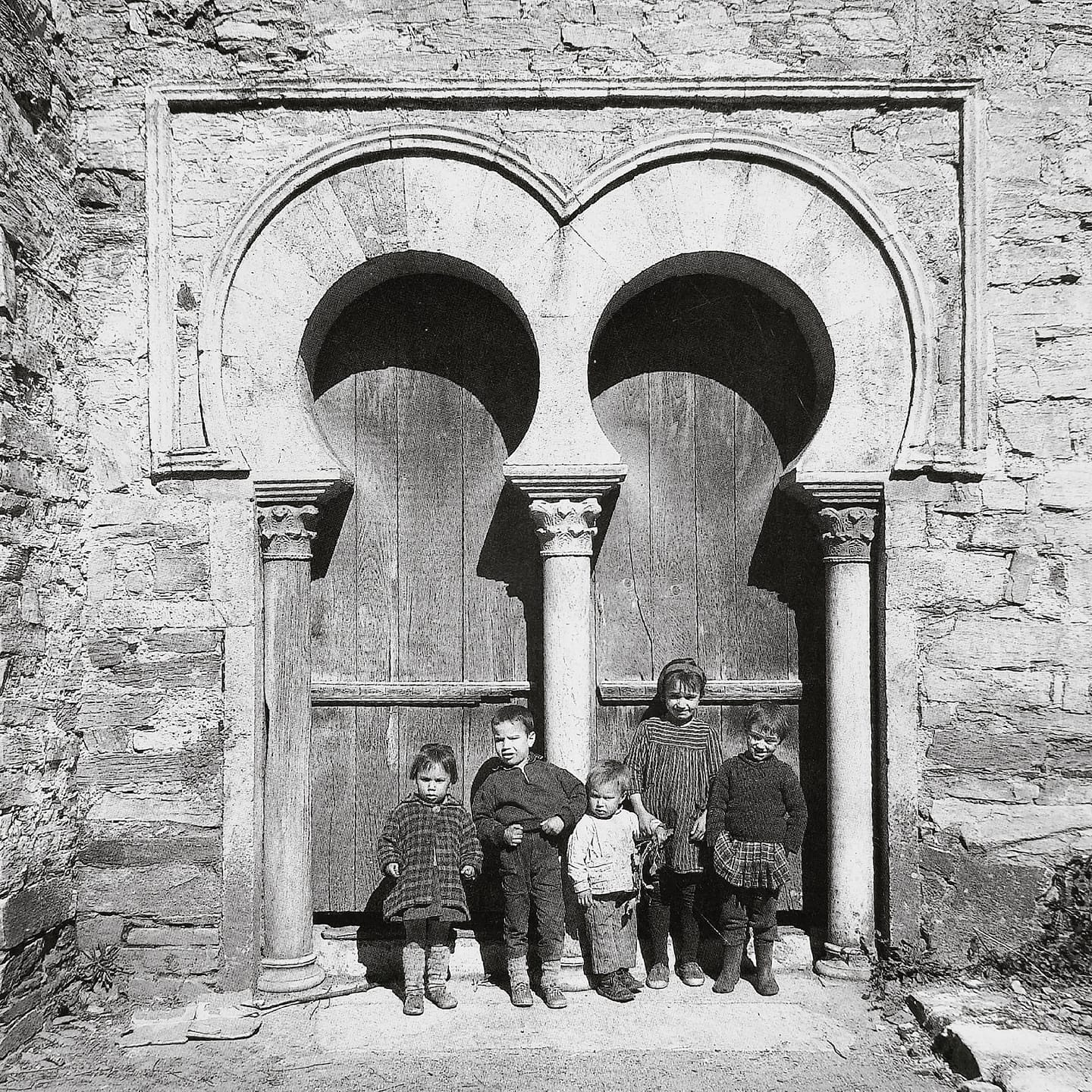
Arcs en fer à cheval mozarabes de Santiago de Peñalba

L'architecture mozarabe a été conçue par les Mozarabes, chrétiens qui ont vécu dans l'Espagne musulmane depuis l'invasion arabe (711) jusqu'à la fin du XIe siècle, et qui ont maintenu leur personnalité différenciée également face aux chrétiens des royaumes du nord, vers lesquels ont émigré en vagues successives ou ont été incorporées par la Reconquista. Un exemple de cette architecture est l'église de Bobastro, un temple rupestre situé dans le lieu-dit Mesas de Villaverde, à Ardales (Málaga), dont il ne reste que quelques ruines. Un autre bâtiment représentatif de cette architecture est l'église de Santa María de Melque, située près de La Puebla de Montalbán (Tolède). En ce qui concerne ce temple, il existe un doute sur son affiliation stylistique, car il partage des caractéristiques wisigothiques avec d'autres temples plus proprement mozarabes, et sa datation n'est pas non plus claire. L'ermitage de San Baudelio de Berlanga présente une typologie inédite, comprenant dans son plan rectangulaire une tribune au-dessus d'une petite salle hypostyle, à la manière des mosquées, et son toit étant soutenu par un seul pilier central en forme de palmier. Ce pilier ainsi que les murs intérieurs sont abondamment décorés de fresques représentant des scènes de chasse et des animaux exotiques. Un certain lien typologique peut être établi en tant que temple initiatique, déjà à l'époque romane, avec l'église de Santa María de Eunate et les autres constructions templières à plan centralisé, comme celle de Torres del Río ou la Vera Cruz de Ségovie. Comme cela a été dit plus haut, l’identification aux constructions mozarabes des royaumes chrétiens de la péninsule nord est problématique.
Voir aussi : Art mozarabe.

### Architecture du repeuplement ou architecture léonaise

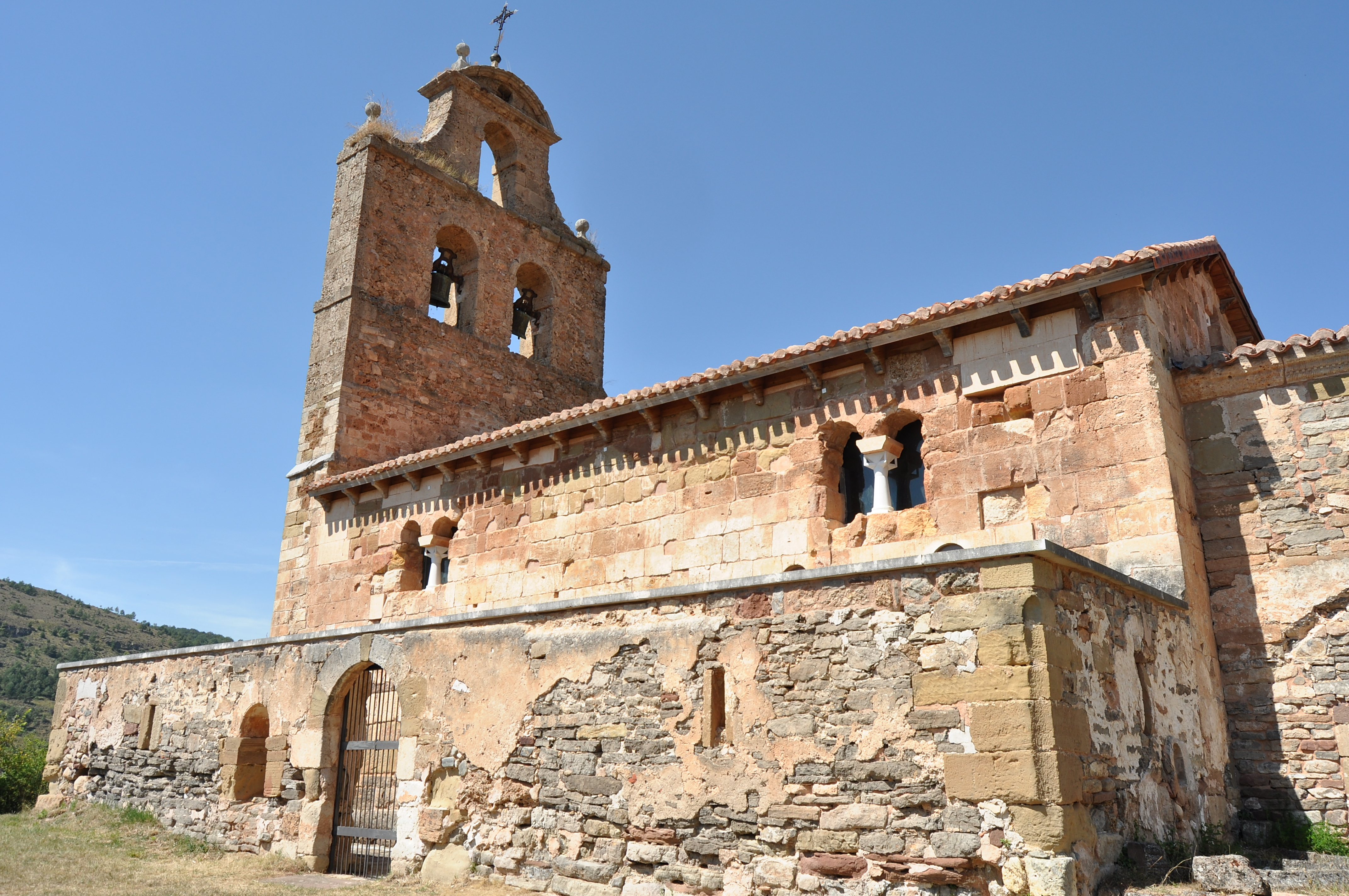
L'église de San Vicente del Valle

Entre la fin du IXe siècle et le début du XIe siècle, une évolution du préroman s'est développée dans les royaumes chrétiens du nord, qui a été traditionnellement attribuée à l'influence mozarabe, même si actuellement cela a été discuté et on préfère le considérer comme une troisième phase du préroman, après le wisigoth et l'asturien. Historiquement, l'art de repeuplement en Espagne coïncide avec le repeuplement du plateau du Duero et des sources de l'Èbre. Des exemples de ces temples sont ceux de l'église de Santiago de Peñalba à Peñalba de Santiago (León), de l'église de San Cebrián de Mazote (Valladolid), le monastère de San Miguel de Escalada (León), l'église de San Vicente del Valle (Burgos), l'église de Santa María de Lebeña (Cantabrie), l'ermitage de San Baudelio de Berlanga de Caltojar (Soria), le monastère de San Juan de la Peña de Jaca (Huesca), l'église préromane du monastère de Leyre (Navarre), le monastère de San Millán de Suso (La Rioja) et quelques autres exemples zamorans ou asturiens. Un argument similaire pourrait être avancé pour inclure certaines petites églises catalanes considérées comme « mozarabes », comme celles de San Julián de Boada ou l'église de Santa María de Matadars.

## Architecture d'al-Ándalus

### Le Califat de Cordoue

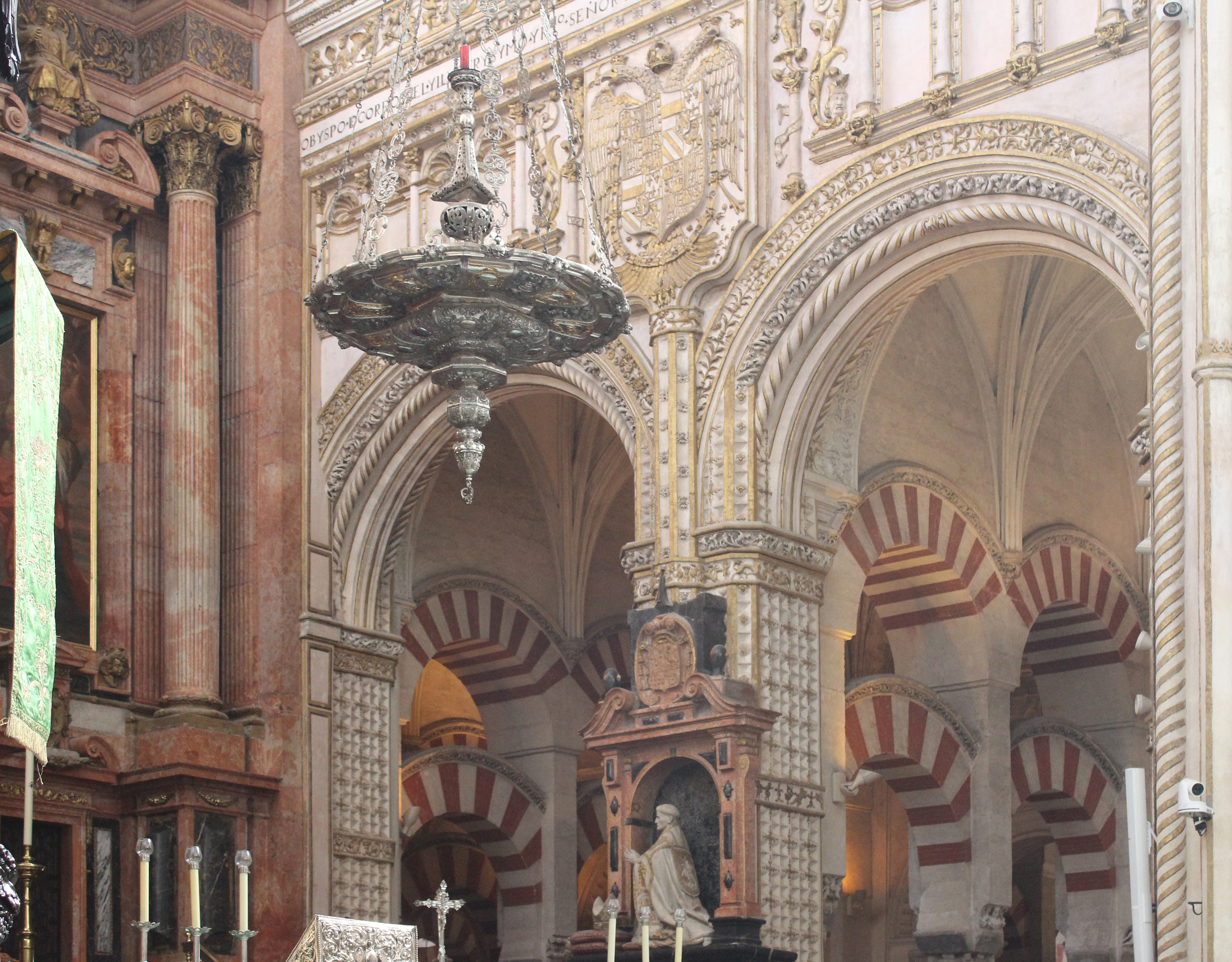
L'intérieur de la Mosquée de Cordoue.

La conquête musulmane de l'Hispanie par les troupes de Musa ibn Nusair et Tariq ibn Ziyad et la chute de la dynastie omeyyade de Damas, conduisirent à la création par Abd al-Rahman Ier, seul prince survivant ayant échappé aux Abbassides, d'un gouvernement indépendant. Émirat avec capitale à Cordoue. La ville deviendra la capitale culturelle de l'Occident de 750 à 1009. L'architecture construite en al-Andalus sous les Omeyyades a évolué à partir de celle de Damas, avec des ajouts esthétiques locaux : l'arc en fer à cheval, distinctif de l'architecture hispano-arabe, a été emprunté aux Wisigoths. Des architectes, des artistes et des artisans sont venus de l’Est pour construire des villes comme Médina Azahara, dont la splendeur ne pouvait même pas être imaginée dans les royaumes européens contemporains. La construction la plus importante des Omeyyades à Cordoue fut la mosquée de Cordoue, construite par étapes consécutives par Abderramán I, Abderramán II, Alhakén II et Almanzor.

### Les royaumes taifas
Avec la disparition du Califat, le territoire fut divisé en petits royaumes appelés taifas. Leur faiblesse politique s'accompagnait d'un conservatisme culturel qui, associé à l'avancée des royaumes chrétiens, conduisit les taifas à s'accrocher au prestige des structures et des formes du style cordouan. La récession se manifeste dans les techniques de construction et les matériaux utilisés, mais pas dans la profusion de l'ornementation. Les arcs polylobés furent multipliés et amincis et tous les éléments califaux furent exagérés. Quelques magnifiques exemples de l'architecture taifale ont survécu jusqu'à nos jours, comme le palais de l'Aljafería à Saragosse ou la petite mosquée de Bab-Mardum à Tolède, transformée plus tard en l'un des premiers exemples d'architecture mudéjare comme l'église du Christ dans la Lumière.

## Almoravides et Almohades
Les Almoravides ont fait irruption en Al-Andalus depuis l'Afrique du Nord en 1086 et ont unifié les royaumes Taifa sous leur pouvoir. Ils ont développé leur propre architecture, mais très peu de choses ont survécu depuis l'invasion suivante, celle des Almohades, qui ont imposé l'islam ultra-orthodoxe et détruit pratiquement tous les bâtiments almoravides importants, ainsi que Medina Azahara et d'autres constructions califales.
L'architecture almohade est extrêmement sobre et nue. Ils utilisaient la brique comme principal matériau de construction. Pratiquement la seule décoration utilisée, la sebka, était des grilles en diamant en brique. Ils utilisaient également le palmier comme décoration, mais ce n'était rien de plus qu'une simplification du palmier almoravide, plus orné. Au fil du temps, l’art almohade est devenu légèrement plus décoratif.
L'élément le plus connu de l'architecture almohade est La Giralda, l'ancien minaret de la mosquée de Séville, bien que la partie supérieure soit de la Renaissance. Classée mudéjare, mais immergée dans l'esthétique almohade, la synagogue de Santa María la Blanca, à Tolède, est un exemple rare de collaboration architecturale des trois cultures espagnoles médiévales.
Voir aussi : Art almoravide et almohade.

## Architecture nasride du royaume de Grenade

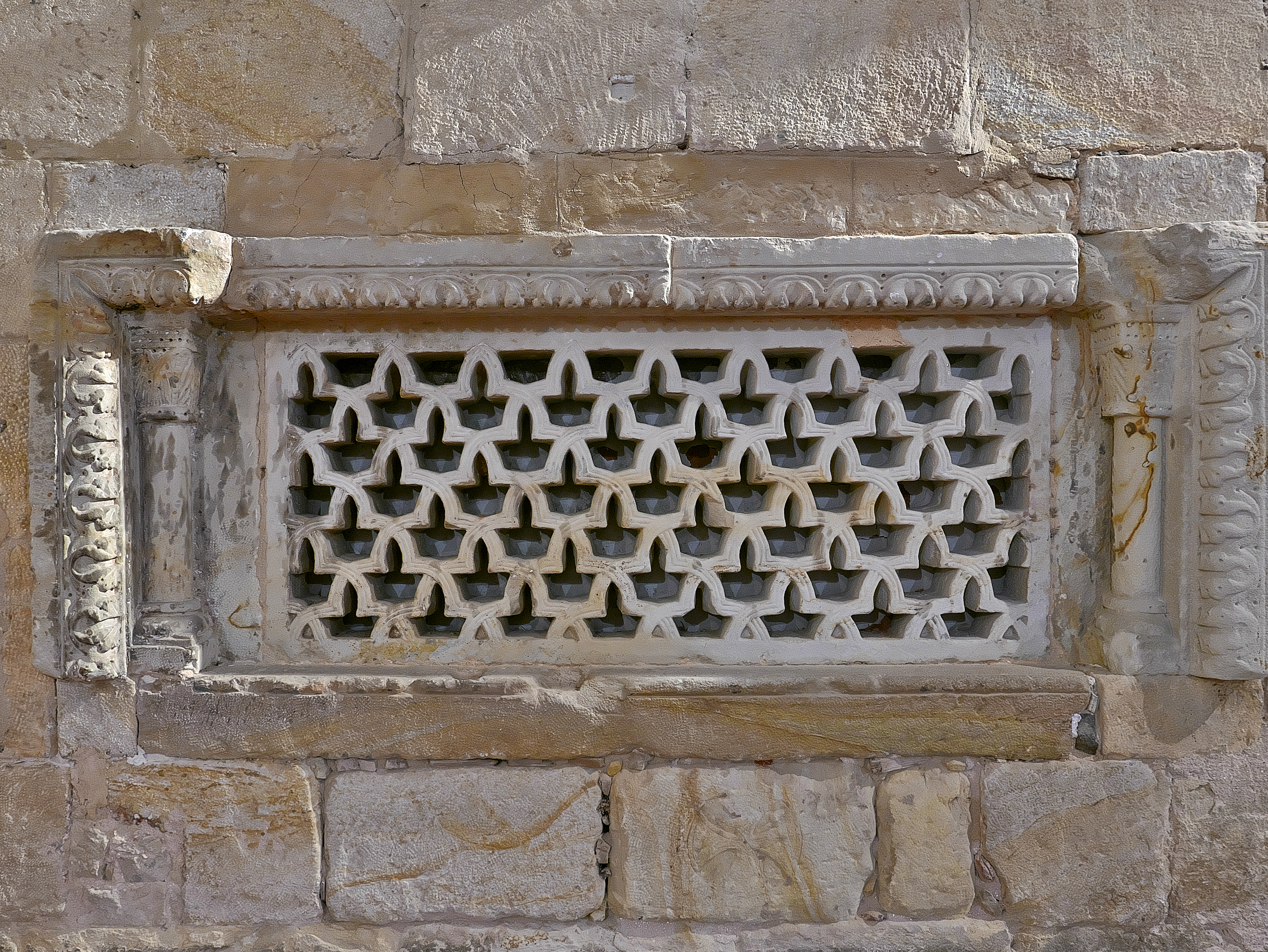
Niche sépulcrale, église de Santa María la Mayor (Soria)

Après la dissolution de l'empire almohade, les royaumes musulmans du sud de la péninsule furent réorganisés et en 1237 fut créé le royaume nasride avec sa capitale à Grenade.

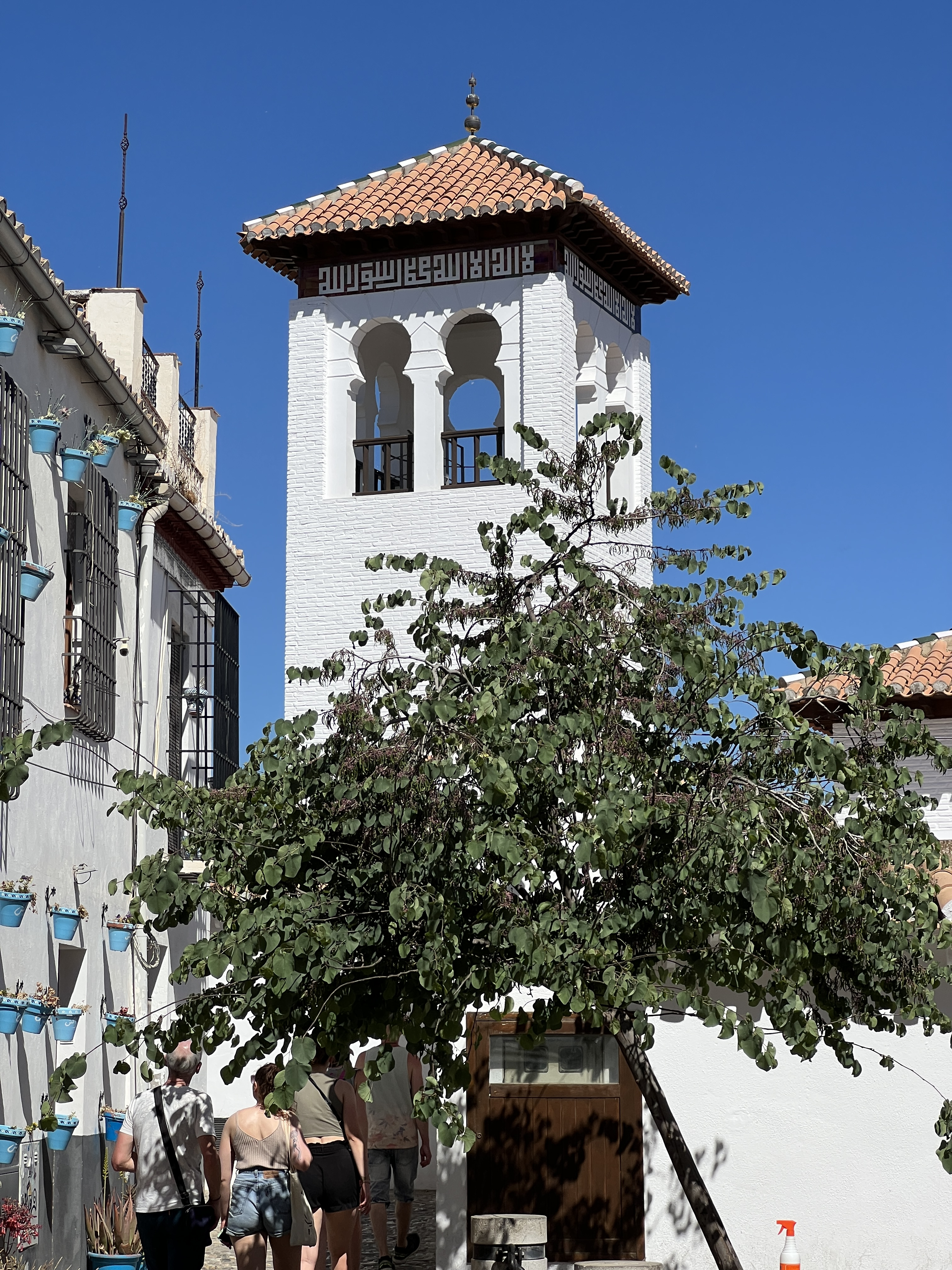
Minaret de la mosquée de Grenade

L'architecture produite par les Nasrides devait être l'une des plus riches de l'Islam. Elle était l'héritière des autres styles musulmans d'Al-Andalus, que combinaient les Nasrides, et des contacts étroits avec les royaumes chrétiens du nord. L'ornementation et les éléments structurels sont empruntés à l'architecture cordouane (arcs en fer à cheval), aux Almohades (sebka et palma), mais aussi à leur propre création, comme les chapiteaux prismatiques et cylindriques et les arcs muqarna, dans une joyeuse combinaison d'intérieur et d'extérieur. des espaces, des jardins et une architecture conçus pour plaire à tous les sens. Contrairement à l'architecture omeyyade, qui utilisait des matériaux coûteux et importés pour la construction, les Nasrides n'utilisaient que des matériaux modestes : boue, plâtre et bois. Cependant, le résultat esthétique est plein de complexité et déconcerte le spectateur : la multiplication des décorations, l'utilisation judicieuse de la lumière et des ombres et l'incorporation de l'eau dans l'architecture, sont quelques-unes des clés du style. L'épigraphie était également intégrés aux murs des différentes pièces, avec des poèmes faisant allusion à la beauté des espaces. Les palais de l'Alhambra et du Généralife sont les constructions les plus importantes de l'époque.

## Architecture mudéjar
L'architecture réalisée par les musulmans restés en territoire chrétien et qui ne se sont pas convertis est appelée style mudéjar. Elle s'est développée principalement du XIIe au XVIe siècle avec de fortes influences du goût et de l'art arabes, mais adaptées au goût des seigneurs chrétiens. Pour cette raison, le mudéjar n’est qu’un style pur : les techniques et le langage artistique sont fréquemment combinés avec d’autres styles en fonction du moment historique. Ainsi, on peut se référer au mudéjar, mais aussi au roman mudéjar, au gothique mudéjar ou au mudéjar Renaissance.
Le style mudéjar est une symbiose de techniques et de manières d’appréhender l’architecture, résultat de la coexistence des cultures musulmane, juive et chrétienne. Il est apparu comme style architectural au XIIe siècle. Il est généralement admis que le style est né à Sahagún.6 Il s'est répandu dans le reste du royaume de León, à Tolède, l'un des centres les plus anciens et les plus importants, à Ávila, à Ségovie, et plus tard à Grenade et Séville. À Tolède, il faut souligner les synagogues de Santa María la Blanca et El Tránsito, toutes deux mudéjares mais non chrétiennes. À Séville, les salles de l'Alcazar, bien qu'elles soient classées comme mudéjares, sont plus liées à l'art nasride de l'Alhambra qu'au reste du mudéjar, puisqu'elles ont été créées par des architectes grenadins avec peu d'influence chrétienne apportés par Pedro Ier de Castille. À Séville également, il faut souligner la Casa de Pilatos.
D'autres centres mudéjars importants se trouvent dans des villes comme Toro, Cuéllar, Arévalo et Madrigal de las Altas Torres, en soulignant le monastère de Las Claras, à Tordesillas et le couvent de San Pablo à Peñafiel. Le mudéjar aragonais a connu un développement particulier, notamment à Saragosse et à Teruel aux XIIIe, XIVe et XVe siècles, en mettant en valeur les tours mudéjares de Teruel.
Cette architecture se caractérise par l’utilisation de la brique comme matériau principal. Il n’a pas créé ses propres structures, contrairement au gothique ou au roman, mais a plutôt réinterprété les styles occidentaux dans une perspective musulmane. Le caractère géométrique, distinctif de l'Islam, apparaît dans les arts accessoires, utilisant des matériaux bon marché : tuile, brique, bois, plâtre, métaux travaillés de manière élaborée, mettant en valeur le plafond à caissons. Même après que les musulmans n’étaient plus employés dans la construction, leurs contributions sont restées partie intégrante de l’architecture espagnole.

## Architecture romane
L'architecture romane est une manière de construire dans le style dit de l'art roman développé en Europe, avec ses caractéristiques propres et son évolution particulière sur plus de deux siècles, s'étendant du début du XIe siècle au milieu du XIIIe siècle. Cette même architecture en Espagne acquiert ses propres particularités, se laissant influencer à la fois par les modes venues de l'étranger à travers l'Italie et la France et par la tradition et les anciennes ressources artistiques de la péninsule ibérique.
Si la restauration carolingienne se fait sentir dans l'Europe chrétienne occidentale au VIIIe siècle, l'Espagne chrétienne reste attachée à la culture traditionnelle hispano-romaine et gothique, sans être influencée par les mouvements culturels européens, jusqu'à l'arrivée du roman.
L'architecture romane s'est répandue en Espagne dans la moitié nord, atteignant le Tage, en pleine Reconquista et repeuplement, surtout après la conquête de Tolède (1085) qui assura la paix au nord du Duero et favorisa grandement son développement. Il est entré très tôt, d'abord par les terres catalanes dans les comtés de la Marche Hispanique, où il a développé un premier style roman et s'est diffusé au reste avec l'aide du Camino de Santiago et des monastères bénédictins. Il a laissé son empreinte surtout sur les édifices religieux (cathédrales, églises, monastères, cloîtres, ermitages...) qui sont ceux qui ont atteint le XXIe siècle en étant les mieux ou moins bien conservés, mais des monuments civils correspondant à leur époque ont également été construits dans ce style, bien que ces derniers soient considérablement moins conservés (ponts, palais) et militaires (murs comme ceux d'Ávila, châteaux de Pedraza et Sepúlveda et tours). Un tel effort de construction ne peut être compris que comme une conséquence de la force de la société des royaumes chrétiens, capable même d’extraire des ressources (paiement des parias) des royaumes Taifa divisés.
Le roman s'est développé au début des Xe et XIe siècles, avant l'influence de Cluny, dans les Pyrénées catalanes et aragonaises, simultanément avec le nord de l'Italie, dans ce qu'on a appelé le « premier roman » ou le « roman lombard ». C'était un style très primitif, caractérisé par des murs épais, l'absence de sculpture et la présence d'ornementations rythmiques avec des arcs, typiques du groupe d'églises romanes de la vallée de Boí, avec des pièces uniques comme San Juan de Boí, San Clemente de Tahull ou Santa María de Taüll (les deux dernières consacrées en 1123).
Le premier roman catalan a été fortement influencé par l'art carolingien et musulman de la péninsule ibérique, la fondation du monastère bénédictin de San Pedro de Roda (878-1022) étant un modèle.8 Au début du XIe siècle, de grandes activité architecturale d'une partie de groupes d'enseignants et de tailleurs de pierre lombards qui travaillaient sur tout le territoire catalan, érigeant des églises assez uniformes. Le grand promoteur et diffuseur (ainsi que mécène) de cet art fut l'abbé Oliba du monastère de Santa María de Ripoll (880-1032), qui ordonna d'agrandir le monastère avec un corps de façade où furent construites deux tours, plus un transept à sept absides, décoré à l'extérieur d'une ornementation lombarde d'arcs aveugles et de bandes verticales. Il parraina également la réforme des monastères de San Martín de Canigó (997-1026) et de San Miguel de Fluviá (à partir de 1017). Les bâtiments comportent généralement une ou plusieurs nefs voûtées, séparées par des piliers ; Parfois, ils ont la construction d'un portique et toujours à l'extérieur on peut voir la décoration d'arcs aveugles, d'angles et de lesenas (rayures verticales). Les tours correspondantes sont particulièrement belles ; Parfois ils sont attachés au bâtiment et d'autres fois ils sont autonomes, avec un plan carré ou exceptionnellement cylindrique comme celui de Santa Coloma en Andorre. Ce premier roman lombard s'est également répandu dans les terres aragonaises dont les petites églises rurales étaient en même temps influencées par les traditions hispaniques.
L'architecture romane complète est arrivée par le Camino de Santiago, le plus récent des trois grands pèlerinages chrétiens créés après la découverte d'un tombeau à Saint-Jacques-de-Compostelle au IXe siècle qui, croyait-on, contenait la dépouille mortelle de l'apôtre Jacques. Plus grand. C'était un style véritablement international, avec un modèle, l'abbaye de Cluny, et une langue commune au reste de l'Europe. Apparaissent les églises de pèlerinage typiques - basées sur San Sernín de Toulouse -, avec trois ou cinq nefs, transept, déambulatoire, absidioles, galerie, voûtes en berceau et arêtes, et on y trouve l'alternance de piliers et de colonnes, les "échecs" ou "jaqués clouté" comme motif décoratif et la coupole du transept. Le modèle du roman espagnol du XIIe siècle fut la cathédrale de Jaca (1077-1130), modèle qui se répandit avec quelques variantes dans les zones reconquises à mesure que les royaumes chrétiens avançaient vers le sud.
En Espagne, il n'est guère évident de distinguer des écoles selon le critère géographique, comme cela se produit en France, car les types apparaissent mélangés bien qu'il existe des exemples d'édifices qui suivent clairement, sinon dans leur intégralité, du moins en grande partie, certaines écoles françaises : l'Auvergnate - cathédrale de Saint-Jacques de Compostelle et la Basilique de San Vicente de Ávila, la Poitevina à Santo Domingo de Soria, l'une des plus grandes réalisations du roman espagnol, et la plupart des églises catalanes du XIIe siècle, comme Sant Pere de Roda et San Pedro de Galligans ; et les périgourdins, dont les exemples appartiennent déjà à la transition vers le gothique avec les innovations techniques induites par la réforme cistercienne, comme les coupoles sur trompes ou pendentifs - collégiale de Toro, sauf la coupole qui est d'influence byzantine, et en en général le groupe de dômes du Douro.
Le roman espagnol montre également des influences des styles « préromans » - principalement de l'art asturien, mais aussi de l'art wisigoth, de l'art mozarabe ou du repeuplement - et aussi de l'art andalou ou hispano-musulman et de l'architecture arabe, si proches, notamment les plafonds. de la mosquée de Cordoue et des arcs polylobés. On le voit à San Juan de Duero (Soria), à San Isidoro à León ou dans l'étrange église polygonale d'Eunate en Navarre (avec très peu d'exemples comparables, comme la Vera Cruz de Ségovie).
Dans le royaume de León, le style roman se mêle à la tradition asturienne, avec des réalisations remarquables comme la Sainte Chambre d'Oviedo, la Collégiale Royale de Santa María de Arbas, au cœur du port de Pajares, et l'église de Coladilla, pour son thème érotique inhabituel des corbeaux et la simplicité de ses lignes. Le roman s'est également répandu au nord, avec un sens plus rural : en Galice, avec les cathédrales de Tuy et Lugo ; en Cantabrie, avec les églises de Santa María de Piasca et les collégiales de Castañeda, Cervatos, San Martín de Elines et Santillana del Mar ; et au Pays Basque, avec le sanctuaire de Notre-Dame d'Estíbaliz à Argandoña et la basilique de San Prudencio de Armentia.
En Castille-et-León, prédominait le plan basilical à trois nefs, la centrale étant plus haute et plus large, et à triple abside. Sur les routes jacobéennes, les principaux édifices religieux sont urbains : la cathédrale déjà mentionnée de Jaca, le monastère de Santo Domingo de Silos à Burgos, la basilique royale de San Isidoro à León (portique de 1067), l'église de San Martín de Frómista (1066-c.1100) et la cathédrale de Saint-Jacques-de-Compostelle (commencée en 1075) ; bien qu'il y en ait aussi des rurales puisque de nombreuses églises paroissiales furent construites, plus petites et à nef unique, comme celles de San Esteban de Corullón, Santa Marta de Tera ou San Esteban de Gormaz. Dans certaines régions, il y avait une véritable fièvre de construction, comme l'église romane de Palencia dont il existe plus de six cents églises cataloguées. Le roman de Ségovie se caractérise par ses tours solennelles et son portique d'arcs sur colonnes simples ou jumelées, qui remplissaient une fonction importante dans la vie urbaine médiévale (Saint Étienne).

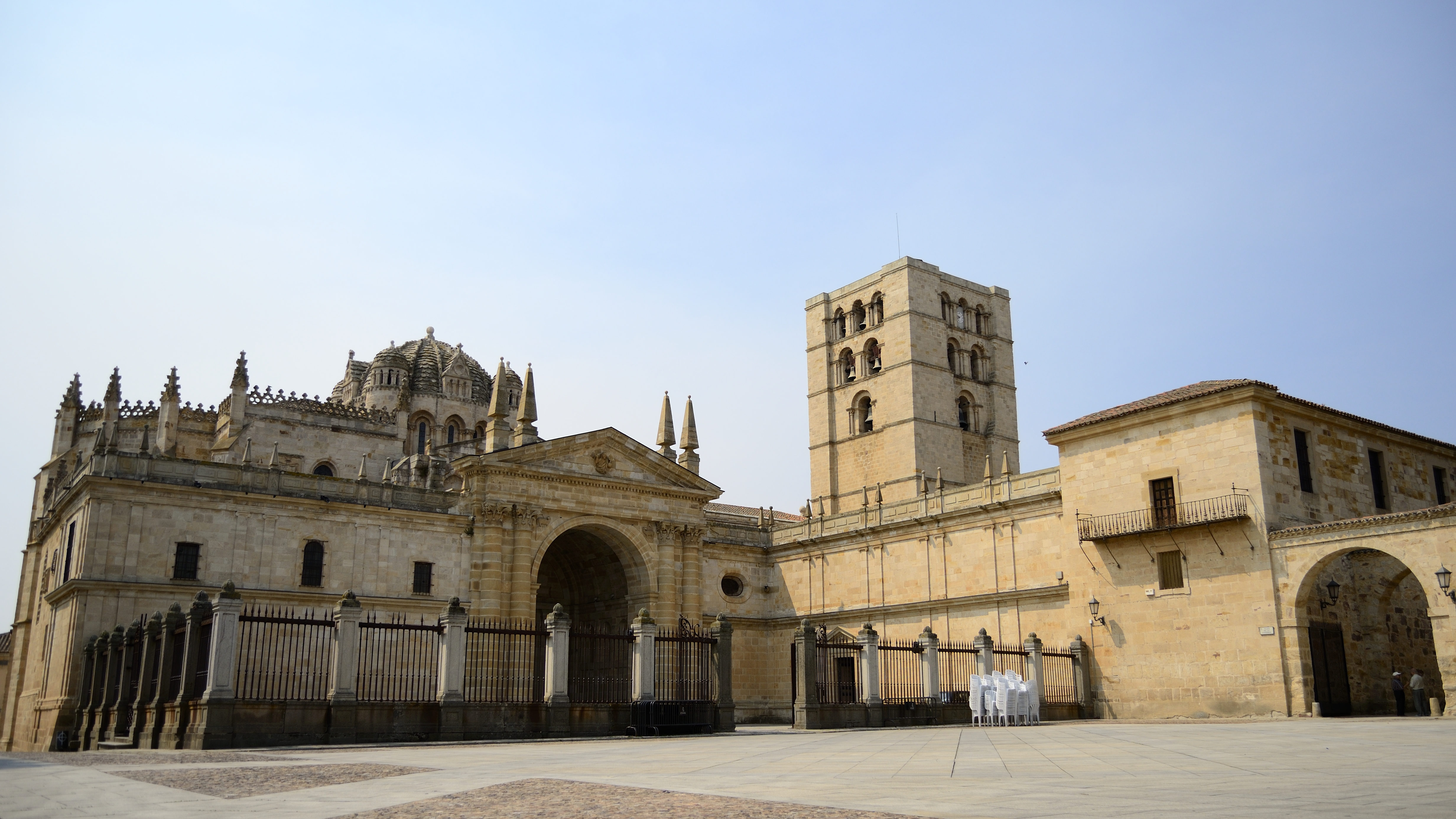
La cathédrale de Zamora.

Un groupe d'églises léonaises se distingue également par ses dômes et coupoles particuliers, généralement appelés groupe de coupoles du Duero, composé de la cathédrale de Zamora (1151-1174), de la collégiale de Toro (1170-milieu du XIIIe siècle), la Vieille Cathédrale de Salamanque (fin du XIIe siècle-1236) et la Vieille Cathédrale de Plasence (début du XIIIe siècle-XVe siècle). Certaines églises et cathédrales, au XIIIe siècle, annonçaient déjà le passage au gothique, comme celles de Ciudad Rodrigo ou d'Ávila. En Navarre et en Aragon, l'influence de Cluny est plus sensible. Se distinguent les églises monastiques de San Juan de la Peña, San Salvador de Leyre (consacrée en 1057) et celles de San Pedro de Lárrede, San Miguel de Estella et San Pedro de Olite. Dans La Rioja, San Millán de la Cogolla se démarque. Ce sont toutes des églises rurales à nef unique, avec abside semi-circulaire et arcs aveugles. La présence de hautes tours carrées est courante, avec des fenêtres au sommet rappelant les minarets musulmans. En Aragon, on remarque également le château de Loarre, du XIIe siècle, et en Navarre, le palais royal d'Estella.
Dans le sud, des influences de l'art islamique apparaissent, mais là où cette influence est la plus visible, c'est dans le roman mudéjar ou « roman en brique », un art urbain dont les temples ont la structure d'églises chrétiennes et des motifs décoratifs islamiques. Cet art n’était cependant pas dominé par la conception chrétienne de la vie, puisque ce sont des convertis, musulmans et juifs, qui construisirent ces temples. Les églises de Sahagún, Arévalo, Cuéllar, Olmedo et Toro se distinguent. Bien que dans son ensemble l’art mudéjar soit contemporain du gothique. Dans ce qui allait devenir le royaume de Valence, il n'y a pas de bâtiments purement romans, depuis la reconquête du XIIIe siècle, et le changement de goût architectural a fait que certains bâtiments romans ont été achevés à l'époque gothique. Un exemple en est l'église de San Juan del Hospital à Valence, commencée en 1238 par l'ordre hospitalier après la conquête de la ville de Valence par Jacques Ier.
Presque tous les édifices romans espagnols conservés ont été classés Biens d'intérêt culturel, les plus remarquables figurant déjà sur la liste des monuments historiques et artistiques de 1931. Deux grands groupes ont été déclarés sites du patrimoine mondial : « Caminos de Santiago : français Chemin de Saint-Jacques et sentiers du nord de l'Espagne" (1993, amp. 201510) et "Églises romanes catalanes de la vallée de Bohí" (200011). Le Centre d'études romanes (CER) de la Fondation Santa María la Real - fondé en 1994 et qui a publié une "Encyclopédie du roman", un ouvrage de trois décennies pour documenter tous les témoignages romans de la péninsule ibérique (plus de 9000) et qui atteint désormais 55 volumes, soutenu par un diplôme du Prix Europa Nostra en 2003, a lancé, entre le 3 novembre et le 28 décembre 2008, le concours "Merveilles du roman espagnol" pour choisir les sept édifices préférés par Internet utilisateurs. Après une première sélection effectuée par une équipe d'experts12, les sept édifices suivants ont été retenus (dans l'ordre) : la collégiale de San Isidoro de León, la cathédrale de Saint-Jacques-de-Compostelle, l'ancienne cathédrale de Salamanque, les monastères de San Juan de Duero, San Juan de la Peña et Santo Domingo de Silos et le château de Loarre.

## Architecture gothique
Le style gothique a commencé en Espagne en raison de la communication croissante avec l'Europe centrale et septentrionale au XIIe siècle, lorsque le roman tardif a alterné avec un style de transition comme l'architecture cistercienne et avec quelques expressions du gothique pur, comme la cathédrale d'Ávila. Celle-ci et celle de Cuenca sont les plus anciennes de ce style. Le gothique intégral est arrivé en force à travers le chemin de Saint-Jacques au XIIIe siècle, avec la création de certaines des cathédrales gothiques les plus pures, d'influence française : les cathédrales de Burgos, León et Tolède.
Après le XIIIe siècle, le style s'est répandu avec des variantes locales créatives telles que le gothique levantin et le gothique élisabéthain. Le gothique levantin, qui a prospéré au XIVe siècle, se caractérise par ses réalisations structurelles et l'unification de l'espace, ses chefs-d'œuvre étant la cathédrale de Palma de Majorque, la Lonja de la Seda de Valence et l'église de Santa María del Mar de Barcelone. Guillermo Bofill a réalisé un acte d'audace extraordinaire dans la cathédrale de Gérone en unifiant les trois nefs de l'abside en une seule nef d'une ampleur extraordinaire.
Dans la Castille du XVe siècle, les relations commerciales et politiques étroites avec l'Europe du Nord ont réuni des architectes tels que Juan et Simón de Colonia, Hanequín de Bruxelles, Juan Guas et Enrique Egas qui ont créé une école adaptée à la sensibilité locale. Les travaux se poursuivent sur les dernières grandes cathédrales gothiques (Séville, Nouvelle Salamanque et Ségovie). Le gothique élisabéthain, ainsi appelé parce qu'il coïncide avec le règne des rois catholiques, représente une transition vers la Renaissance, mais en même temps une résistance farouche à l'abandon des principes gothiques traditionnels. Ses chefs-d'œuvre sont San Juan de los Reyes à Tolède, la Chapelle Royale de Grenade et la Cartuja de Miraflores à Burgos. Les limites chronologiques et formelles avec le plateresque simultané sont imprécises.

## Architecture de la Renaissance
En Espagne, la Renaissance et les formes gothiques ont commencé dans les dernières décennies du XVe siècle. Le style a commencé à se diffuser principalement grâce aux architectes locaux : c'est la raison d'un style Renaissance spécifiquement espagnol, qui réunissait l'influence de l'architecture du sud de l'Italie, provenant parfois de livres illustrés et de peintures, avec la tradition gothique et l'idiosyncrasie locale. Le nouveau style est appelé plateresque, en raison des façades excessivement décorées, qui rappellent le travail complexe des orfèvres. Les ordres classiques et les motifs de chandeliers (candelieri) sont librement combinés dans des ensembles symétriques.
Dans ce contexte, le palais de Charles Quint, conçu par Pedro Machuca, à Grenade, constitue une réalisation inattendue dans la Renaissance la plus avancée de l'époque. Le palais peut être défini comme une anticipation du maniérisme, de par sa maîtrise du langage classique et ses réalisations esthétiques révolutionnaires. Il a été construit avant les principaux travaux de Michel-Ange et Palladio. Son influence fut très limitée et mal connue, les formes plateresques s'imposèrent dans le panorama général.
Au fil des décennies, l’influence gothique déclina et la recherche d’un classicisme orthodoxe atteignit des niveaux très élevés. Bien que le plateresque soit un terme couramment utilisé pour définir la majorité de la production architecturale de la fin du XVe siècle et de la première moitié du XVIe siècle, certains architectes ont acquis un goût plus sobre, comme Diego de Siloé, Rodrigo Gil de Hontañón et Gaspar de Vega. Des exemples de plateresque sont les façades de l'Université de Salamanque et de l'Hostal San Marcos de León.

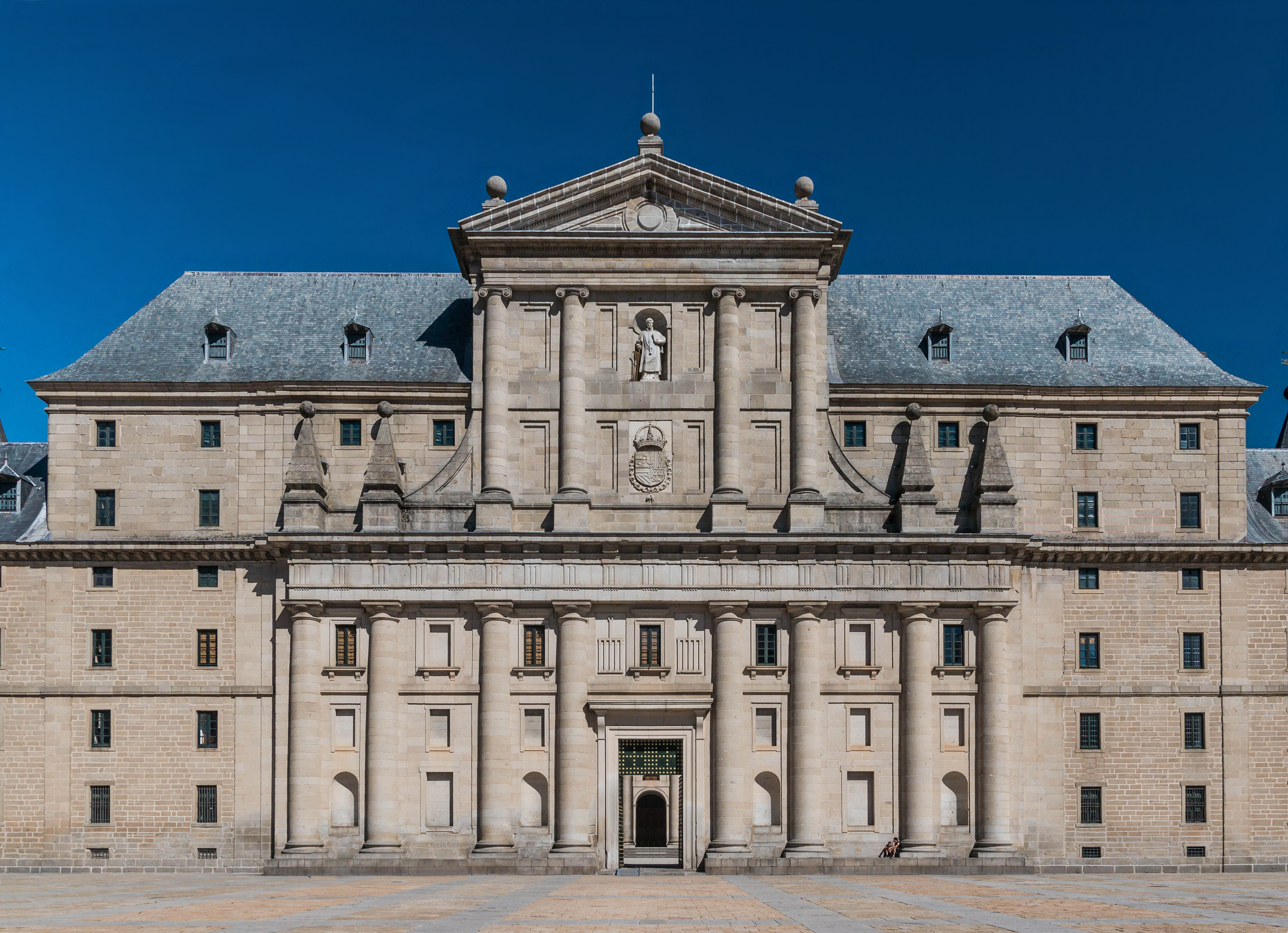
Façade du monastère San Lorenzo de l'Escurial.

Le sommet de la Renaissance espagnole est représenté par le monastère royal de l'Escurial, construit par Juan Bautista de Toledo et Juan de Herrera, dans lequel une adhésion initiale excessive à l'art de la Rome antique a été surmontée par un style extrêmement sobre. L'influence des toits et des flèches flamandes et nord-européennes, le symbolisme de la décoration rare et la taille précise du granit ont jeté les bases d'un nouveau style, le style herrérien, qui a constitué une école pendant de nombreuses années.
Avec un style plus proche du maniérisme, le siècle se termine avec des architectes comme Andrés de Vandelvira (Cathédrale de Jaén).

## Architecture baroque
Lorsque les influences baroques italiennes atteignirent l'Espagne, elles remplacèrent progressivement dans le goût populaire le goût sobre et classique qui était à la mode depuis le XVIe siècle. Dès 1667, les façades de la cathédrale de Grenade d'Alonso Cano et de celle de Jaén d'Eufrasio López de Rojas indiquent la facilité de leur interprétation à la manière baroque des motifs traditionnels des cathédrales espagnoles.
Le baroque local conserve ses racines à Herrera et dans la construction traditionnelle en brique, développée à Madrid tout au long du XVIIe siècle (Plaza Mayor et Hôtel de Ville de Madrid).
Contrairement au baroque de l’Europe du Nord, l’art espagnol de l’époque cherchait à plaire aux sens plutôt qu’à l’intellect. La famille Churriguera, spécialisée dans les autels et retables, s'est rebellée contre la sobriété du classicisme herrerien et a promu un style de décoration superficielle complexe, exagéré et presque fantaisiste, connu sous le nom de churrigueresque. En un demi-siècle, ils ont fait de Salamanque une ville churrigueresque exemplaire.
L'évolution du style a connu trois phases. Entre 1680 et 1720, les Churrigueras ont popularisé le mélange de Guarini de la colonne salomonienne et de l'ordre composite, connu sous le nom d'« ordre suprême ». Entre 1720 et 1760, la colonne ou stipe churrigueresque, en forme de cône ou d'obélisque inversé, s'impose comme l'élément principal de la décoration ornementale. Les années 1760 à 1780 voient un déplacement progressif de l’intérêt du mouvement tordu et excessif de l’ornementation vers l’équilibre et la sobriété du néoclassique.
Deux des créations les plus spectaculaires du baroque espagnol sont les façades de l'Université de Valladolid (Diego Tomé, 1719) et de l'Hospicio de San Fernando de Madrid (Pedro de Ribera, 1722), dont l'extravagance curviligne semble annoncer Antonio Gaudí et le modernisme. Dans ce cas et dans bien d’autres, la conception inclut l’interaction des plafonds et des éléments décoratifs sans grand rapport avec la structure et la fonction. Cependant, le baroque churrigueresque offre certaines des combinaisons les plus spectaculaires de lumière et d'espace, comme dans la Cartuja de Grenade, considérée comme l'apothéose du churrigueresque appliqué aux espaces intérieurs, et celle « transparente » de la cathédrale de Tolède de Narciso Tomé, où La sculpture et l'architecture sont intégrées pour obtenir un effet de lumière dramatique.
Le Palais royal de Madrid et les constructions du Paseo del Prado (Salón del Prado et Puerta de Alcalá), également à Madrid, méritent d'être mentionnés. Ils ont été construits dans le sobre baroque international, souvent confondu avec le néoclassique, par les rois Bourbon Philippe V et Charles III. Les palais royaux de La Granja de San Ildefonso, à Ségovie, et celui d'Aranjuez, à Madrid, sont de bons exemples d'intégration de l'architecture et des jardins baroques, avec une influence française notable (La Granja est connue sous le nom de « Versailles espagnol »), mais avec une conception spatiale locale, qui montre en quelque sorte l'héritage de l'occupation musulmane.
Le rococo a été introduit en Espagne pour la première fois dans la cathédrale de Murcie, en 1733, sur sa façade ouest. Dans la région levantine également, se distingue la décoration exubérante de la porte du palais du marquis de Dos Aguas à Valence, conçue par le peintre et graveur Hipólito Rovira (1740-1744). Le meilleur représentant de ce style fut le maître espagnol Ventura Rodríguez, responsable de la Santa Capilla de la Virgen del Pilar (1750) à l'intérieur du temple de Nuestra Señora del Pilar à Saragosse.

## Architecture coloniale

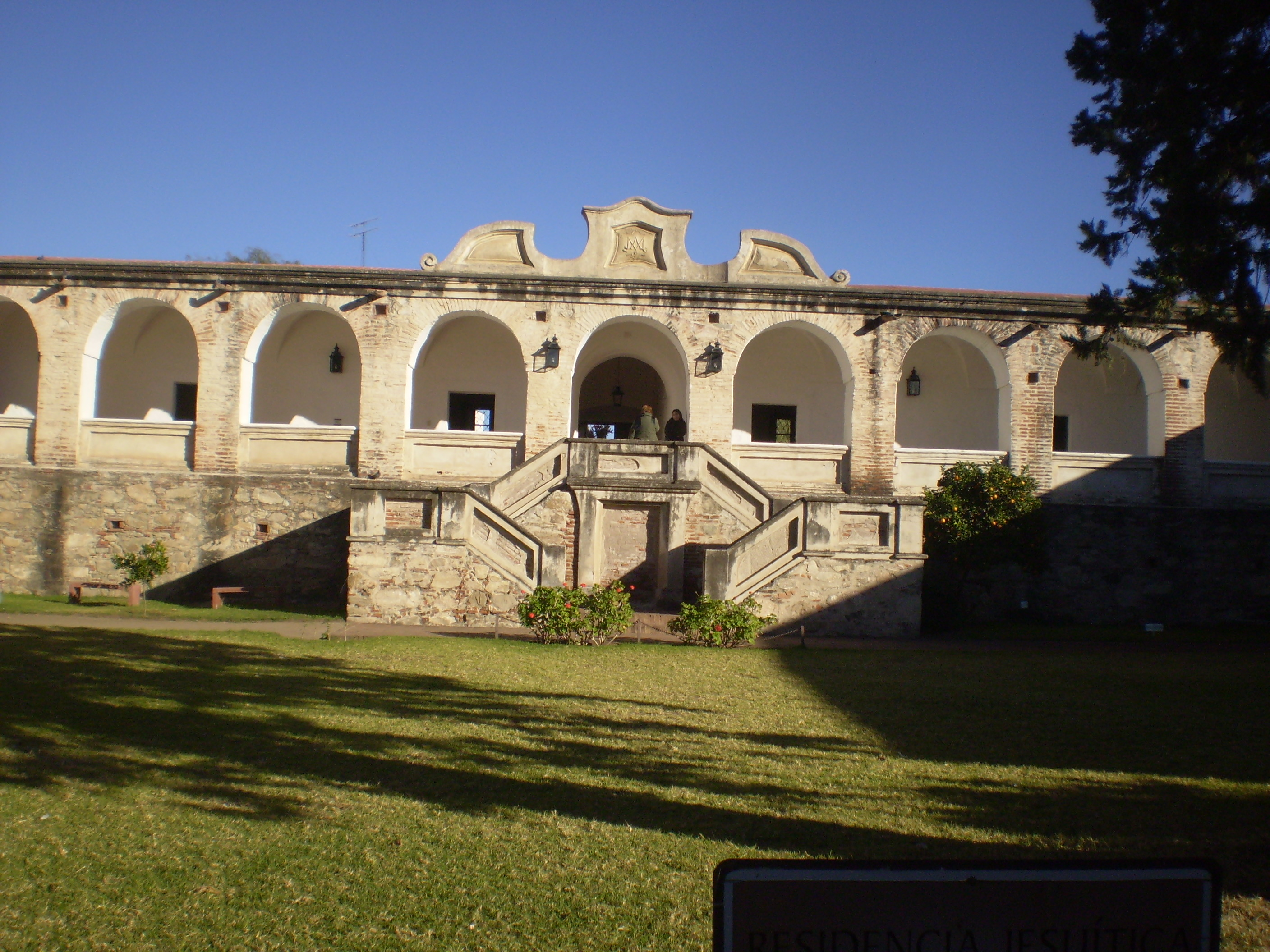
Estancia jésuite d'Alta Gracia en Argentine.

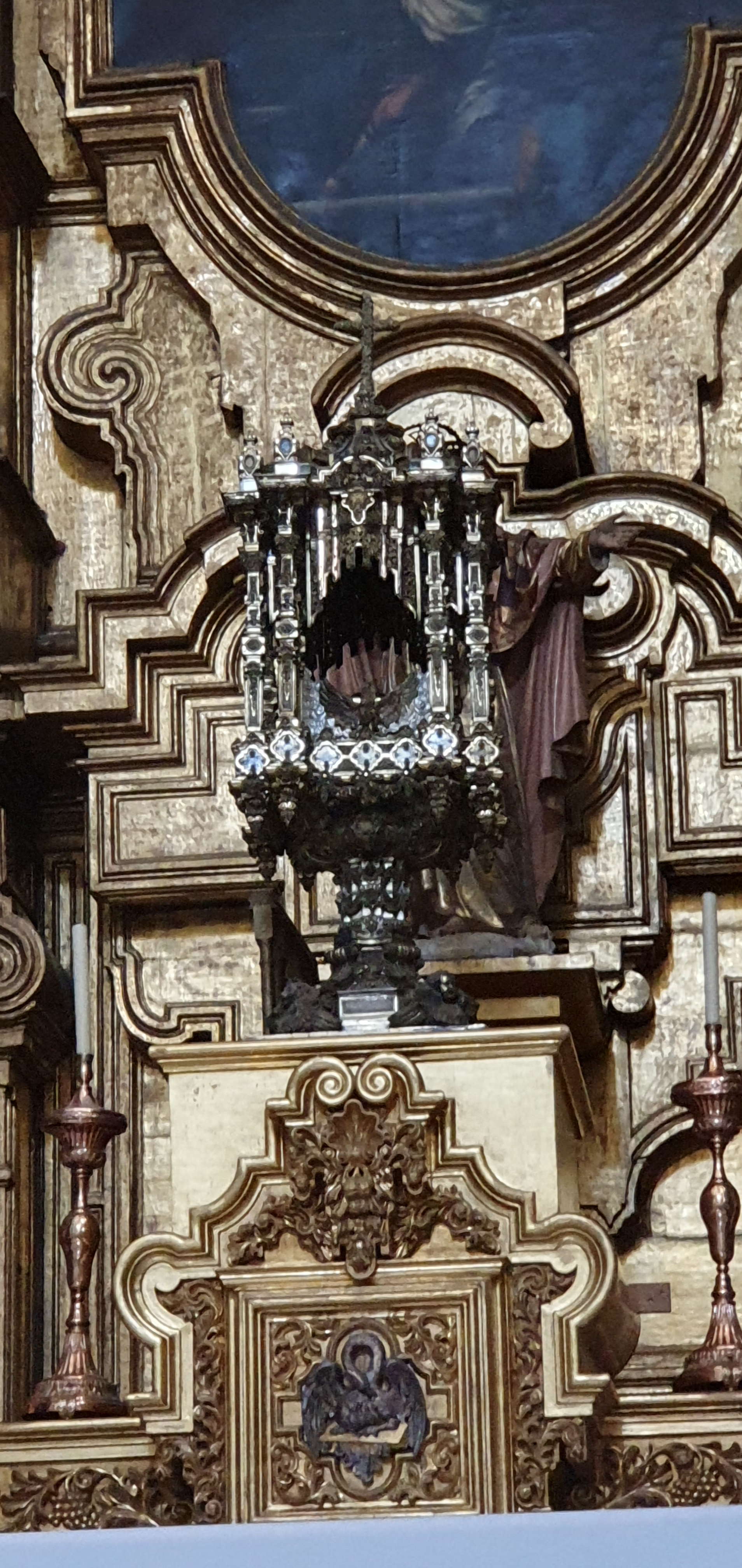
Tabernacle - Autel des Rois - Cathédrale Métropolitaine de Mexico - Mexique, 2024.

Le style architectural colonial espagnol dominait dans les premiers territoires espagnols des Amériques ainsi qu’aux Philippines. Elle se distingue par le contraste entre la construction simple et solide qu'exige le nouveau lieu et l'ornementation baroque venue d'Espagne. La zone coloniale de Saint-Domingue, fondée en 1498, est la plus ancienne ville occidentale du Nouveau Monde et constitue un bon exemple de ce style.
La combinaison d'influences décoratives amérindiennes et arabes, avec une interprétation expressive du churrigueresque, pourrait expliquer la variété et l'intensité du baroque dans les colonies américaines d'Espagne. Plus encore que son homologue espagnol, le baroque américain s'est développé comme un style de décoration en stuc. Les façades à deux tours de plusieurs cathédrales américaines du XVIIe siècle ont des racines médiévales. Le baroque complet n'apparaît qu'en 1664, lorsque les Jésuites construisent leur sanctuaire sur la Plaza de Armas de Cusco.
Le baroque péruvien est particulièrement exubérant, comme en témoigne la basilique et le couvent de San Francisco de Lima à Lima (1673), qui présente une façade sombre et très complexe entre deux tours jumelles. Tandis que le baroque rural des missions jésuites (estancias) de Cordoue (Argentine) suivait le modèle d'Il Gesù, des styles provinciaux « métis » apparaissent à Arequipa, Potosí et La Paz. Au XVIIIe siècle, les architectes de la région se sont inspirés de l'art mudéjar de l'Espagne médiévale. Le style de façade baroque tardif est apparu pour la première fois dans l'église Notre-Dame de La Merced à Lima (1697-1704). De même, dans l'église de la Compagnie de Quito (1722-1765), la façade ressemble à un retable richement sculpté avec un excès de colonnes salomoniennes.
Au nord, la province la plus riche du XVIIIe siècle, la Nouvelle-Espagne, l'actuel Mexique, l'Amérique centrale et les États américains du Texas, du Nouveau-Mexique, de la Californie et de l'Arizona, ont produit l'architecture fantastiquement extravagante et visuellement frénétique qui est le churrigueresque mexicain. Ce style ultra-baroque culmine dans les œuvres de Lorenzo Rodríguez, dont le chef-d'œuvre est le Tabernacle métropolitain de Mexico (1749-1769). D’autres exemples notables se trouvent dans les villes minières isolées. Par exemple, le sanctuaire d'Ocotlán (commencé en 1745) est une cathédrale baroque de premier ordre, dont la surface est recouverte de tuiles rouge vif, qui contrastent avec une pléthore d'ornements compressés généreusement appliqués sur le portail et les flancs des tours. La véritable capitale du baroque mexicain est Puebla, où l'abondance de carreaux peints à la main et de pierres grises locales a conduit à une évolution très personnelle et localisée du style, avec une saveur indienne prononcée.

## Architecture néoclassique

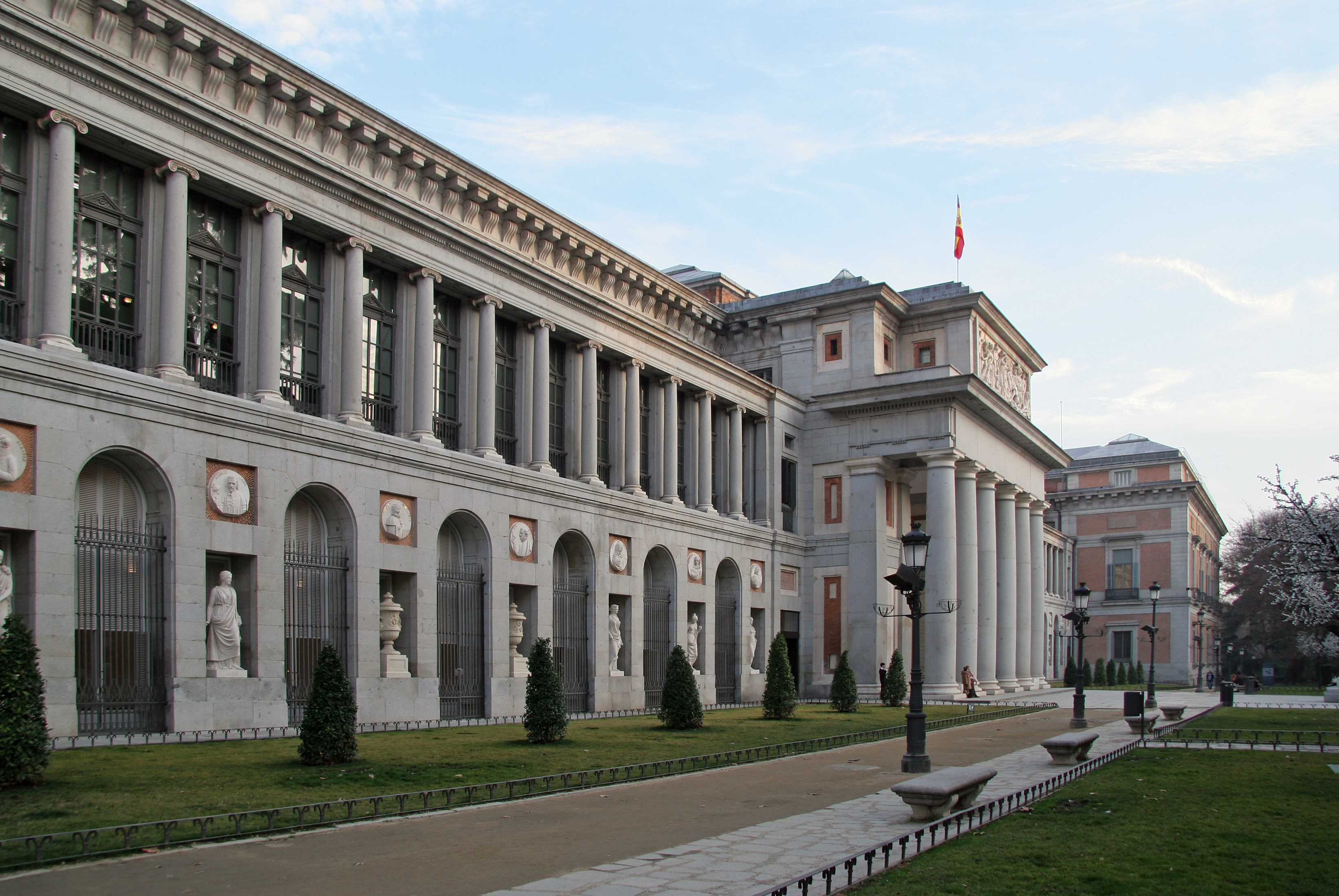
Le Musée du Prado à Madrid

Les postulats extrêmement intellectuels du néoclassicisme eurent moins de succès en Espagne que le baroque, beaucoup plus expressif. Le néoclassicisme espagnol s'est développé à partir de l'Académie royale des beaux-arts de San Fernando, fondée en 1752. Son personnage principal était Juan de Villanueva, qui a adapté les idées d'Edmund Burke sur la beauté et le sublime aux exigences du climat et de l'histoire locale. Il construit le Musée du Prado (qui devait à l'origine servir de Bureau des Sciences), combinant trois éléments : une académie, un auditorium et un musée, dans un bâtiment à trois entrées distinctes. Le Prado faisait partie du programme ambitieux de Charles III visant à faire de Madrid la capitale des Arts et des Sciences. Tout près du musée, Villanueva a construit l'observatoire astronomique du Retiro et le Jardin Botanique, le tout dans l'axe Paseo del Prado, avec ses emblématiques fontaines de Neptune et Cybèle (conçues par Ventura Rodríguez) et fermé par l'Hôpital et le Collège Royal de Chirurgie de San Carlos. Il a également conçu certaines des résidences d'été des rois à El Escorial et Aranjuez et a reconstruit la Plaza Mayor de Madrid, entre autres travaux importants. Les disciples de Villanueva, Antonio López Aguado et Isidro González Velázquez, ont répandu ce style dans tout le centre du pays.

## Architecture duXIXesiècle

### Éclectisme
L'architecture éclectique est celle qui combine plusieurs styles dans un même bâtiment, sans suivre un seul ordre architectural. Ce courant est arrivé en Espagne dans les dernières années du XIXe siècle. L'un des bâtiments éclectiques les plus importants est le Palais des Communications de Madrid, conçu par Antonio Palacios et Joaquín Otamendi. Elle fut inaugurée en 1909.

### Historicisme
L'historicisme est arrivé d'Europe au XIXe siècle, dont les styles les plus remarquables sont le néo-gothique et le néo-roman. Du néo-gothique, il faut souligner le palais épiscopal d'Astorga et le palais Sobrellano à Comillas, la façade de la cathédrale de Barcelone, la cathédrale de San Cristóbal de La Laguna à Tenerife et la cathédrale du Saint-Esprit de Terrassa. Du néo-roman, moins important que le précédent, il faut mentionner la crypte de la cathédrale de Madrid et la basilique Notre-Dame de Covadonga, dans les Asturies.

### Néo-mudéjar
À la fin du XIXe siècle, un nouveau mouvement architectural apparaît à Madrid : une résurgence de l'architecture mudéjare, le néo-mudéjar, qui s'étend immédiatement à d'autres régions. Des architectes comme Emilio Rodríguez Ayuso considéraient l'art mudéjar comme un style exclusif et caractéristique de l'Espagne. Les bâtiments ont commencé à être construits en utilisant certaines des caractéristiques du style ancien, telles que les arcs en fer à cheval et l'utilisation d'ornementations abstraites en brique pour les façades. Il est devenu populaire notamment dans la construction d'arènes et d'autres bâtiments publics, mais aussi pour la construction d'habitations, grâce à l'utilisation de matériaux bon marché, principalement la brique pour les extérieurs. Parmi les points forts figurent la couverture de la cathédrale de Teruel et de La Escalinata dans la même ville, l'œuvre d'Aniceto Marinas et les arènes de Las Ventas à Madrid.

### Néo-roman
Ce style architectural s'est développé principalement dans les Asturies et à l'intérieur de la Catalogne.

### Néo-gothique
Barcelone adopterait ce style avec ambition dans la recherche d'une nouvelle identité et deviendrait le centre d'intérêt, dans le cadre d'une restauration romantique de la vieille ville, financée par une bourgeoisie de plus en plus riche grâce aux bénéfices de la révolution industrielle. La Cathédrale de Barcelone a été construite dans le style gothique entre 1298 et 1420, mais la façade et la coupole correspondent à une rénovation de style néo-gothique réalisée entre 1882 et 1913, lorsque la coupole fut achevée. A proximité se trouve le célèbre Pont del Bisbe, datant de 1928. En tant qu'architecte, Enric Sagnier se démarquera ; certaines de ses œuvres les plus remarquables sont le Temple Expiatoire du Sacré-Cœur (1902-1961), l'Église de Pompéi (1907-1910), la Maison Docteur Genové (1911) ou la Caisse de Pensions de Barcelone (1914-1917).

### Architecture de verre et de fer
La production massive de fer et de verre au XIXe siècle a donné aux architectes de nouvelles idées pour développer les bâtiments. En 1851, l'inauguration du « Crystal Palace » pose les bases d'une nouvelle forme de construction, plus rapide, plus légère et adaptée à de nouveaux usages, comme les serres. Des décennies plus tard, l'Exposition universelle de Barcelone (1888) aura lieu, promouvant ce mouvement avec des œuvres dans la ville de Barcelone comme le monument de Christophe Colomb (Barcelone), l'Umbraculo, l'Hivernacle ou le pont de fer de la Barceloneta, ce dernier aujourd'hui disparu.
Certains des exemples les plus remarquables de cette nouvelle forme de construction sont le Mercado del Borne (1876) ou le Mercado de San Antonio (1882) à Barcelone, ou encore le Palacio de Cristal del Retiro (1887) et le Palacio de Cristal de la Arganzuela (1924) à Madrid.

### Modernisme

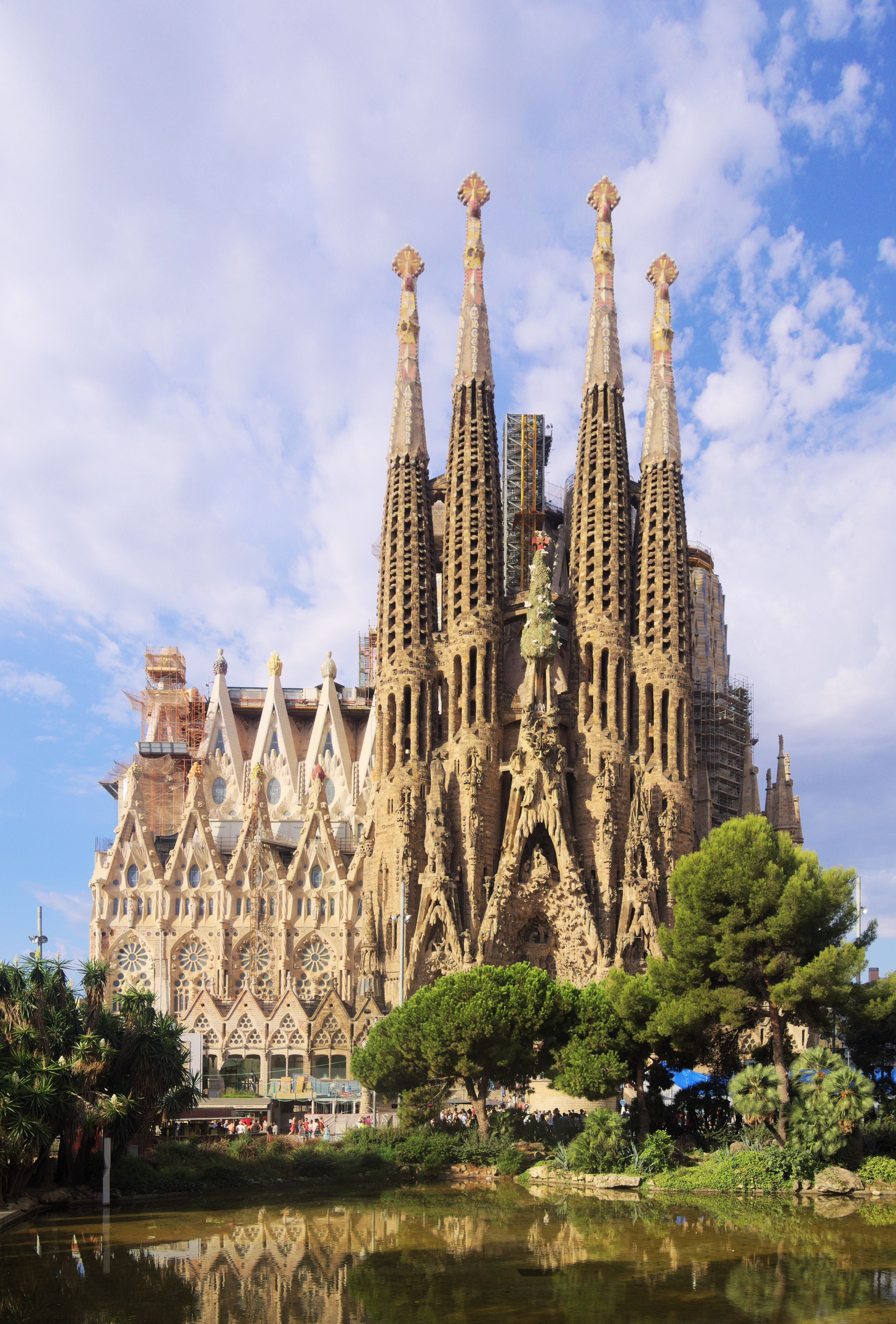
Vue de la Sagrada Familia depuis la Plaça de Gaudi.

En Espagne, le modernisme avait son centre à Barcelone. Lorsque la ville de Barcelone s'est développée au-delà de ses limites historiques, ce qui a donné naissance à l'Ensanche d'Ildefonso Cerdá, dans laquelle se développerait ce qu'on appelle le modernisme ou modernisme catalan. Le modernisme a rompu avec les styles précédents et s'est inspiré de formes organiques, tout comme l'Art nouveau en France et le Jugendstil en Allemagne. L'architecte le plus célèbre est Antoni Gaudí, dont l'œuvre à Barcelone (les plus connues étant la Sagrada Familia, le Parc Güell, la Casa Milà et la Casa Batlló) et ailleurs en Espagne (Capricho de Gaudí, Casa Botines et Palacio Episcopal de Astorga) mélange l'architecture traditionnelle. avec d'autres styles nouveaux, étant un précurseur de l'architecture moderne. D'autres architectes catalans notables de l'époque étaient Lluís Domènech i Montaner et Josep Puig i Cadafalch.
Le modernisme s'est également développé dans d'autres villes de Catalogne, comme Tarrasa (Masía Freixa et Fábrica Vapor Aymerich, Amat i Jover) et Reus (Casa Navàs), et dans le reste de l'Espagne, comme Teruel (Casa El Torico ou Casa La Madrileña), Saragosse (Casino Mercantile ou Kiosque de Musique) ou Comillas, où, outre le Capricho de Gaudí, vous pourrez admirer l'Université pontificale de Comillas, à Melilla, une ville de l'autre côté du détroit, d'Enrique Nieto et avec d'innombrables constructions de grande valeur, devenant ainsi la deuxième ville d'Espagne avec le plus grand nombre de bâtiments modernistes et art déco.

## Architecture duXXesiècle

### Mouvement moderne (1920-1939)
La création en 1928 du groupe GATCPAC à Barcelone, suivie de la création de GATEPAC (1930) par des architectes principalement de Saragosse, Madrid, Saint-Sébastien et Bilbao, ont donné naissance à deux groupes de jeunes architectes qui ont suivi les préceptes de l'architecture moderne en Espagne. Josep Lluís Sert, Fernando García Mercadal, José Manuel Aizpurúa et Joaquín Labayen, entre autres, étaient organisés en trois groupes régionaux. D'autres architectes ont exploré le style moderne sous des angles particuliers: Casto Fernández Shaw avec son œuvre visionnaire, presque entièrement sur papier, José Antonio Coderch, avec son intégration de l'habitat méditerranéen et des concepts du nouveau style ou Luis Gutiérrez Soto, fortement influencé par les tendances expressionnistes.
Lors de l'Exposition internationale de Barcelone de 1929, le pavillon allemand conçu par Mies van der Rohe et Lilly Reich est devenu instantanément une icône ; fusionnant minimalisme et notions de fidélité aux matériaux avec des influences de De Stijl dans le traitement des plans dans l'espace. Le célèbre plafond domine le spectateur apparemment sans supports.

### Architecture du franquisme (1939-1975)

#### Architecture de l'autarcie (1939-1959)
L'architecture franquiste s'est développée principalement dans la première étape de la dictature de Francisco Franco (1939-1959), pendant l'autarcie, d'où son nom d'architecture de l'autarcie. Elle se caractérise par un rejet général du rationalisme (fréquent sous la Seconde République) et par une réinterprétation des styles historiques de l'Empire espagnol de manière éclectique. Il s'appuie surtout sur l'herrérianisme, le style néo-herrérien étant le courant principal de cette période, et, dans une moindre mesure, sur le néoclassicisme villanovien. Il était à l’origine connu sous le nom de style impérial. On y retrouve également certaines touches rationalistes à travers la reproduction de l'architecture de l'Allemagne nazie et de l'Italie fasciste. L’architecture de l’autarcie est conditionnée par les graves problèmes économiques de l’Espagne d’après-guerre et la nécessité de reconstruire le pays. De même, cela présente une grande charge idéologique.
Le complexe de la Moncloa à Madrid, la Vallée des Déchus, le bâtiment España et l'Université du Travail de Gijón se distinguent comme les bâtiments les plus représentatifs de l'architecture de l'autarcie.

#### Retour au rationalisme dans les années 1960
Dans la deuxième étape de l'architecture franquiste, l'ouverture économique du pays a permis une assimilation du mouvement moderne, incorporé progressivement au cours des années 1950 et surtout 1960 de nouvelles formes et des approches architecturales plus avant-gardistes.
Dans les œuvres de certains architectes, l'approbation officielle et l'avancement de la conception architecturale ont pu coexister, comme c'est le cas de Luis Gutiérrez Soto, intéressé par la typologie et la distribution rationnelle des espaces, dont l'œuvre prolifique alterne facilement la redécouverte des styles historiques. avec un style rationaliste, ou les ordres des Unions Verticales à Francisco de Asís Cabrero. Les réalisations de Luis Moya Blanco dans la construction de voûtes en briques méritent également d'être mentionnées ; Son intérêt pour la construction traditionnelle en brique l'a conduit à une étude approfondie des possibilités formelles modernes de ce matériau, mettant en avant son utilisation de la voûte cloisonnée.
Au cours des dernières décennies de la vie de Franco, une nouvelle génération d'architectes a fortement sauvé l'héritage de GATEPAC : Alejandro de la Sota a été un pionnier dans cette nouvelle voie, et de jeunes architectes comme Francisco Javier Sáenz de Oiza, Fernando Higueras et Miguel Fisac, souvent avec des budgets modestes, ils étudient les types d'habitats préfabriqués et collectifs.

## Architecture contemporaine

### Fin duXXesiècle

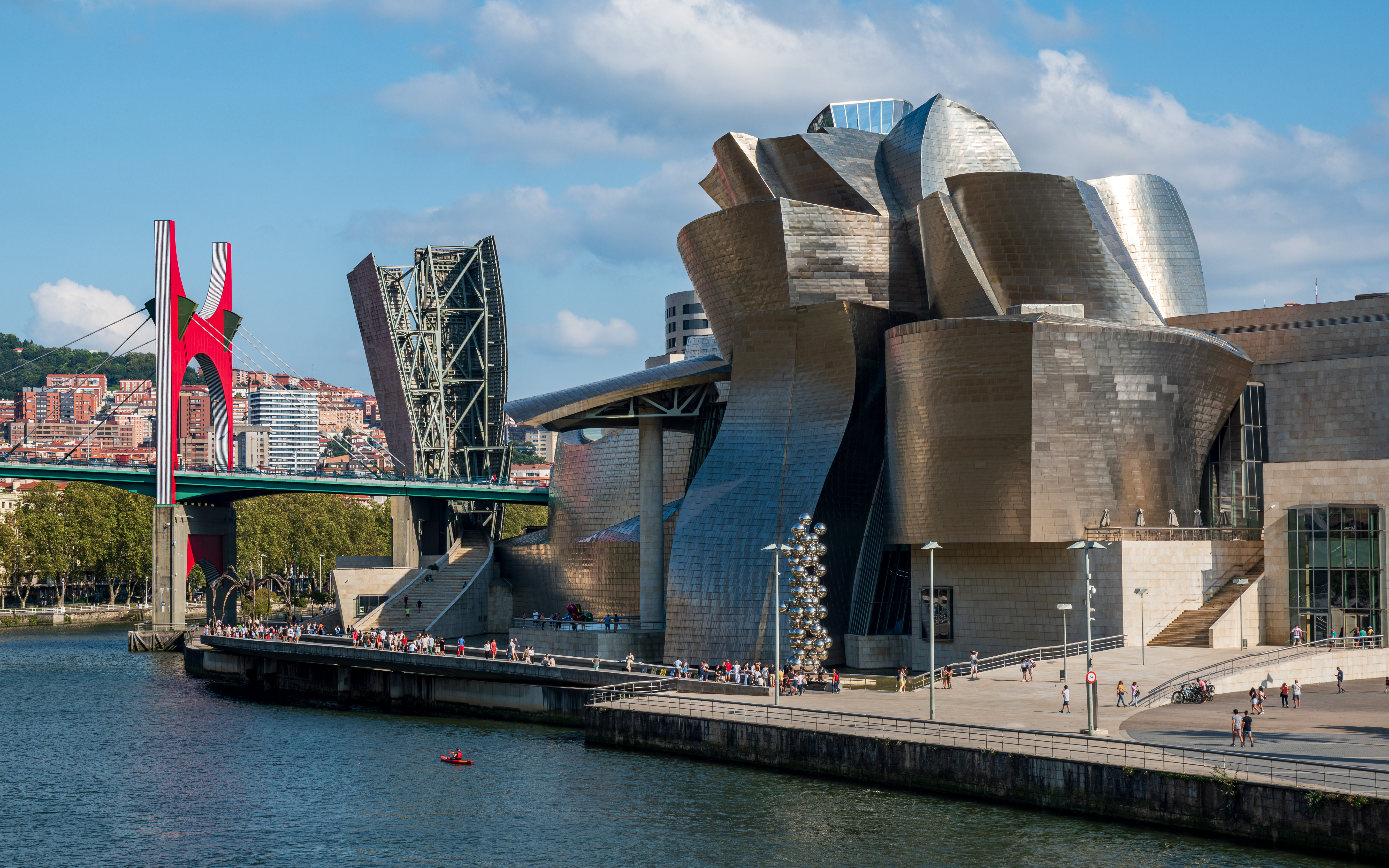
Le Musée Guggenheim de Bilbao en 2021.

La mort de Franco et le retour de la démocratie ont apporté un nouvel optimisme architectural dans le pays à la fin des années 1970 et dans les années 1980. Le régionalisme critique est devenu l’école dominante d’une architecture sérieuse. Les flux financiers en provenance de l’Union européenne, le tourisme et une économie florissante ont été mis à mal. terrain fertile pour l'architecture espagnole. Une nouvelle génération d'architectes émerge, parmi laquelle Enric Miralles, Carme Pinós et l'architecte et ingénieur Santiago Calatrava. Les Jeux Olympiques de Barcelone et l'Expo de Séville, tous deux organisés en 1992, ont encore renforcé la réputation de l'Espagne sur la scène internationale, au point que de nombreux architectes de pays en récession se sont installés en Espagne pour participer à ce boom. En reconnaissance du soutien à l'architecture réalisé par la ville de Barcelone, l'Institut royal des architectes britanniques lui a décerné la médaille d'or royale en 1999, la première fois dans l'histoire que ce prix était décerné à une ville.
Bilbao a attiré la Fondation Solomon R. Guggenheim pour construire une nouvelle galerie ouverte en 1997. Conçu par Frank Gehry dans un style déconstructiviste, le Musée Guggenheim de Bilbao est devenu mondialement célèbre et a à lui seul accru le prestige mondial de Bilbao. Le succès du musée dans la création d’une architecture emblématique est connu en urbanisme sous le nom d’« effet Bilbao ».

### Architecture duXXIesiècle
En 2003, le prince des Asturies, Don Felipe de Borbón, a inauguré dans la ville de Santa Cruz de Tenerife (Îles Canaries), le bâtiment moderne de l'Auditorium de Tenerife, conçu par Santiago Calatrava. Plusieurs correspondants et journaux du monde entier ont assisté à cet événement. En 2006, le terminal 4 de l'aéroport de Madrid-Barajas, réalisé par Richard Rogers, Antonio Lamela et Luis Vidal, a remporté le prix Stirling. En avril 2007, le MUSAC (Musée d'art contemporain de Castilla y León, à León) des architectes Emilio Tuñón et Luis M. Mansilla a reçu le Prix Mies van der Rohe d'architecture contemporaine de l'Union européenne, également décerné au Kursaal (Saint-Sébastien) de Rafael Moneo en 2001.
La Tour Agbar est un gratte-ciel de Barcelone conçu par l'architecte français Jean Nouvel. Il mesure 144,4 mètres et compte 38 étages, dont 4 niveaux souterrains. Sa conception combine une série de concepts architecturaux différents, dont le résultat est une structure remarquable construite en béton armé, recouverte d'une façade en verre et de plus de 4 400 fenêtres taillées dans le béton structurel.
Du 12 février au 1er mai 2006, le MoMA, Museum of Modern Art de New York, a consacré l'exposition On-Site : New Architecture in Spain à la nouvelle architecture en Espagne23. Le MoMA définit l'Espagne comme un pays devenu ces dernières années un centre international d'innovation et d'excellence architecturale comme en témoigne la sélection de sept lauréats du Prix Pritzker (Rafael Moneo, Álvaro Siza, Thom Mayne, Zaha Hadid, Jacques Herzog, Pierre de Meuron, Frank Gehry et Rem Koolhaas) pour l'exposition. Terence Riley, responsable du département d'architecture et de design du MoMA, qui a dit au revoir au musée avec cette exposition, commente : « Il n’y a pas de style espagnol en architecture, il n’existe pas. Mais ce qu'il y a actuellement en Espagne, c'est un pourcentage de qualité très élevé dans les projets, plus que partout ailleurs dans le monde, selon ma perception. En Espagne, on construit beaucoup de choses, en Chine encore plus. Cependant, alors qu’en Chine il n’y a pratiquement pas de propositions intéressantes, en Espagne il y en a beaucoup. » Quatre gratte-ciel ont été construits à Madrid (2006-2009), dont le plus haut mesure 250 mètres. Ce parc d'activités s'appelle Cuatro Torres Business Area et la tour Caja Madrid, la plus haute de toute l'Espagne, a été conçue par Norman Foster.
Dans les Asturies, a été inauguré en 2011 le Centre Culturel International Oscar Niemeyer, seule œuvre de l'architecte brésilien Oscar Niemeyer en Espagne. Il se compose de cinq éléments : une grande place ouverte, un dôme, un auditorium, une tour d'observation et un bâtiment polyvalent.
En 2017, l'équipe RCR composée de Carme Pigem, Ramón Vilalta et Rafael Aranda a obtenu le prix Pritzker.

## Architecture populaire
En raison des grandes différences climatiques et topographiques du pays, l'architecture populaire présente une grande variété. Le calcaire, l'ardoise, le granit, l'argile (cuite ou non), le bois ou la paille sont utilisés selon les régions. Les structures et la répartition varient également considérablement selon les coutumes régionales. Certains de ces bâtiments ont leurs propres noms : cortijo, carmen, barraca, ferme, palloza, ferme, etc. Certaines régions espagnoles présentent des exemples d'architecture populaire avec leur propre trace, comme l'architecture populaire d'Alistan dans la province de Zamora.